# Palais Thurn und Taxis

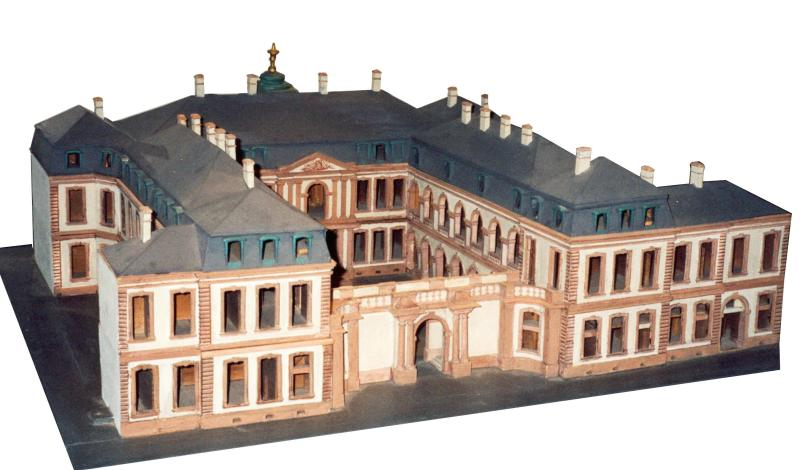
Modelo do Palais Thurn und Taxis na sua forma original.

O Palais Thurn und Taxis foi um palácio alemão situado em Frankfurt am Main, construído entre 1729 e 1739, por Robert de Cotte, em nome do chefe-mestre dos Serviços Postais Anselmo Francisco de Thurn e Taxis. O palácio tem uma história muito movimentada: em 1748 foi a sede da administração central dos Correios Imperiais Thurn e Taxis; entre 1805 e 1813 serviu de residência do Fürstprimas e Grão-duque de Frankfurt Karl Theodor von Dalberg. Após a restauração da Cidade Livre de Frankfurt, reuniu-se aqui, entre 1816 e 1866, a Assembleia Federal (Bundestag) da Confederação Germânica (Deutscher Bund).
Em 1895, o Príncipe Albert I von Thurn und Taxis vendeu o palácio ao Reichspost, depois de ter passado os adornos interiores para o Schloss St. Emmeram, o seu palácio em Ratisbona, onde ainda hoje se encontram. Em 1905, a cidade de Frankfurt tomou o controle do palácio e, em 1908, direccionou-o para Museu Etnográfico, com a exposição das colecções do explorador africano Leo Frobenius.
Em 1943 e 1944, o palácio foi severamente danificado pelos bombardeamentos; contudo, foi possível conservar uma boa parte da substância, como por exemplo restos de pinturas e estuques dos tectos. Embora fosse possível uma reconstrução, o que restava do edifício foi demolido até ao portal, em 1951, para dar lugar a uma nova torre de telecomunicações.
Actualmente, a reconstrução modificada da planta do palácio é considerada como parte do projecto de investimento conhecido como PalaisQuartier. Este projecto foi desenvolvido pela holandesa MAB numa joint venture com a BPF, constituída com os arquitectos responsáveis pelo gabinete de arquitectura KSP Engel und Zimmermann.

## História

### Vinda da Família Thurn und Taxis para Frankfurt

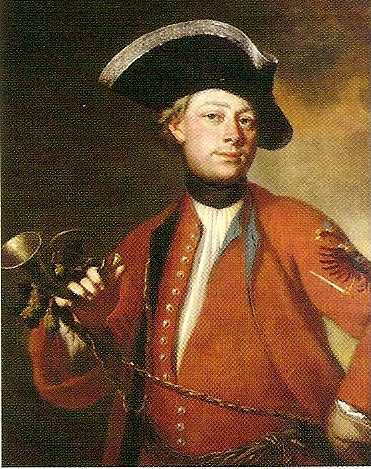
Anselm Franz von Thurn und Taxis (1681-1739).

Em 1724, o Príncipe Anselm Franz von Thurn und Taxis, a pedido do Imperador Carlos VI, mudou a sua residência de Bruxelas para Frankfurt, cidade onde, desde 1610, estava instalado o ramo principal dos Correios Imperiais Thurn und Taxis no Império. Embora o imperador tenha enviado essa mensagem pessoalmente, no dia 19 de Setembro de 1724, ao Conselho da Cidade de Frankfurt, houve resistência à instalação da Casa principesca; o rígido patriciado luterano não queria príncipes dentro das muralhas da Cidade Imperial Livre, muito menos sendo católicos.
O Príncipe Anselm comprou os terrenos necessários para a construção de um palácio no centro da cidade, através dum intermediário, ao comerciante de vinhos Georg Friedrich Lind, um dos raros católicos em Frankfurt, adquirindo deste modo o direito de cidadania e de operaração no terreno. Por 30.000 guldens (cerca de cem vezes o salário anualum funcionário municipal) a viúva do Tenente-coronel Winter von Güldenbronn comprou a Lind a sua propriedade Zum weißen Hof na zona do Großen Eschenheimer Gasse. No dia 25 de Julho de 1724, depois da transacção estar registada no Währschaftsbuch daim Römer, o prícipe revelou-se ao Conselho como verdadeiro comprador. O Conselho acusou-o de fraude e emitiu contra Lind uma severa repreensão, afirmando que ele tinha cometido uma temeridade contra as suas obrigações civis ao fazer esse negócio.
Apesar da carta concliliadora do príncipe, na qual este salientava a generosa dotação da sua posição na corte e apontando as vantagens que isso traria, a cidadania seria afectada, com o Conselho a manter ao longo dos anos a sua obstinada resistência.
Em Dezembro de 1724 o Imperador Carlos VI forçou a cidade a libertar as parcelas de terreno, mas a situação manteve-se inalterada apesar do Arcebispado de Mogúncia, Lothar Franz von Schönborn, ter assumido o papel de mediador. Só em Março de 1729 o Conselho aceitou um entendimento por pressão do imperador. O contrato é um testemunho que vai ao encontro da mais alta devoção imperial e real em 17 parágrafos. Entre outros factores, foi detalhado e regulamentado que:
- para a construção do palácio apenas podiam ser contratadoa artesões de Frankfurt;
- em caso algum podia ser permitida a venda de bebidas ao público pelo dono da casa;
- criminosos fugitivos não podiam encontrar asilo da corte do príncipe;
- a propriedade do príncipe não podia ser ampliada e
- o palácio só poderia ser vendido a civis.

O Príncipe Anselm assinou o tratado, no dia 25 de Março de 1729, em Bruxelas. Tinha então 48 anos de idade e perdera cinco anos devido às manobras do Conselho.

### A construção do palácio

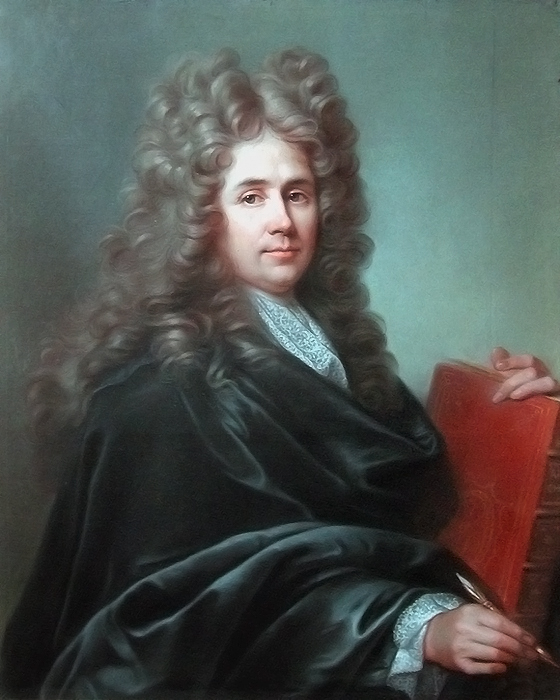
Robert de Cotte, o arquitecto do Palais Thurn und Taxis (óleo sobre tela de Joseph Vivien, 1701).

Já em meados de 1727 o príncipe havia dado o planeamento do palácio através do envio de um programa de construção provisório com esboços de Robert de Cotte, o principal arquitecto da França. Provavelmente, já teria conhecimento das suas construções em Paris e Bona. De Cotte enviou-lhe um parecer no dia 8 de Setembro de 1727, com planos paraum grande hôtel particulier, o qual continha não só dados arquitectónicos concretos, mas também requisitos práticos para a vida da corte no interior do edifício. A corte do príncipe compreendia 160 criados, 50 funcionários da administração postal e 80 cavalos. É de salientar que a ira do Conselho não estava voltada contra a competência urbana do projecto, mas sim contra o príncipe pessoalmente.
De Cotte previu o custo de cerca de 90.000 guldens para o esqueleto do edifício. Como era costume nas construções destes valores, os custos excederam significativamente esta verba apesar da minuciosa auditoria feita por Guillaume d’Hauberat, o director de construções do príncipe.
Hauberat era mestre de construções do Eleitorado do Palatinato para Mannheim e fazia várias inspecções anuais ao local com a missão de encomendar os planos de construção. A escolha recaíu sobre Hauberat devido ao bom relacionamento do Príncipe Anselm com a corte Eleitoral: o Príncipe eleitor Carlos III Filipe, que por volta de 1725 empregava uma grande quantidade dos melhores artistas do seu tempo na construção do Schloss Mannheim, havia casado com a Princesa Violanta Therese, da Casa Thurn und Taxis, depois do falecimento da sua segunda esposa, ocorrido em 1712.
Mesmo os esboços do palácio enviados por de Cotte em meados de 1727 saíram, provavelmente, da caneta de Hauberat. Uma comparação entre a maquete preservada e o edifício acabado revela que os planos foram revistos várias vezes, sendo manifestamente apresentada uma versão final entre Abril de 1729 e Junho de 1731. O Príncipe Anselm decidiu-se pelo plano de construção, no dia 19 de Setembro de 1731, firmado através dum acordo com Hauberat que estabelecia os seus deveres e honorários, os quais foram fixados em 4.000 guldens.
Apesar do contrato com a cidade, já negociado em Junho de 1731, Hauberat contratou pedreiros e carpinteiros não só de Frankfurt, mas também de Mannheim, os quais trabalhavam a preços mais baixos. Depois da explosão dum litígio amadurecido, o Conselho municipal consegue, no dia 8 de Setembro de 1731, através dum entendimento entre as partes, que os artesãos de Frankfurt baixem ligeiramente as suas reivindicações e recebam um contrato de 21 posições com prémios e desenhos.
Não foram apresentados contratos com outros artesãos. No total, são apresentadas apenas duas contas finais; a do mestre construtor Adam Schäffer, que ascende a 44.916 florins entre 1733 e 1736, e a do mestre pedreiro Simon Arzt, no valor de 29.382 entre 1735 e 1742. De Cotte tinha estimado para estes dois ofícios a quantia de 37.000 florins.
Uma acta municipal datada de 28 de Agosto de 1731 indica a "próxima Primavera" (bevorstehende Frühjahr) para o início da construção, embora as contas de Schäffer acima citadas mostrem que as escavações foram iniciadas logo em Dezembro desse ano. No entanto, houve alguma dificuldade no início da construção do corps de logis, com o príncipe a pedir, no dia 21 de Julho de 1732, autorização ao Concelho da cidade para comprar a propriedade ao mestre carpinteiro Fischer na Kleinen Eschenheimer Gasse. Depois de longas negociações, o Concelho acabou por concordar impondo, porém, a condição de que o príncipe deve certificar-se e aceitar por si próprio e pelos seus herdeiros que nunca será reclamado mais espaço.
Nos anos seguintes repetiram-se várias vezes as disputas com a vizinhança e com os artesãos, umas vezes devido ao alegado desrespeito da protecção do fogo ou às exigências de luz, outras vezes porque o príncipe violava o tratado que o obrigava a contratar, apenas, artesãos de Frankfurt. Tudo isto acabou por atrasar significativamente a construção.
O custo real da construção já não pode ser determinado, uma vez que correram gastos significativos no interior do palácio. Posteriormente, as facturas ainda foram longamente negociadas. Até 1743 foram pagas todas as facturas relativas à construção, embora o grosso da obra já estivesse concluído em 1734 e o palácio totalmente terminado desde 1739.
Para a decoração do seu palácio, o príncipe encarregou dois importantes artistas: o escultor Paul Egell e o pintor Luca Antonio Colomba. Egell fôra anteriormente pintor da corte do Príncipe eleitor em Mannheim. Colomba tinha sido pintor da corte do Duque Eberhard Ludwig de Württemberg, entre 1715 e 1717, sendo responsável, entre outras, pelas pinturas murais do Residenzschloss Ludwigsburg.

### O palácio como sede da Casa Thurn und Taxis

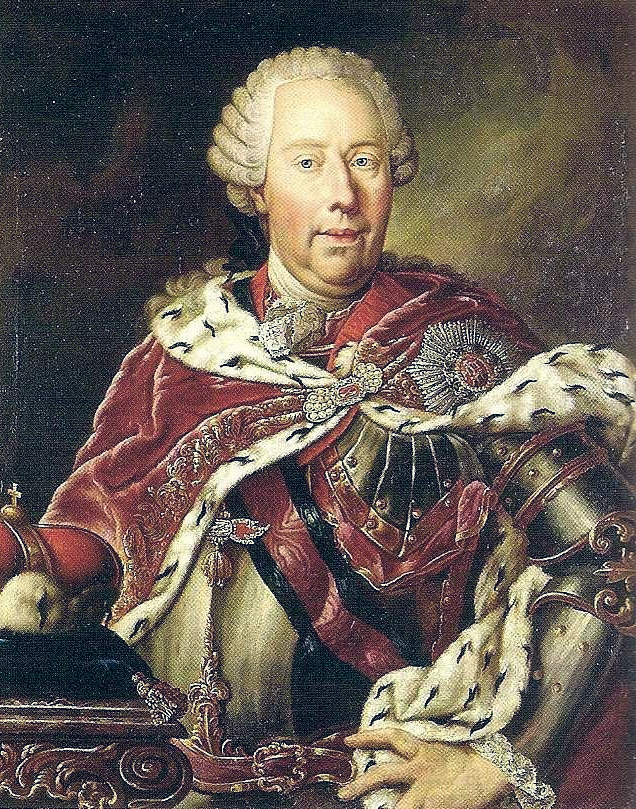
Alexander Ferdinand von Thurn und Taxis (1704-1773).

Durante o período de construção, o Príncipe Anselm alternava com frequência entre Bruxelas e Frankfurt. Quando não estava em Frankfurt, recebia diariamente cartas do seu director de construções com a descrição minuciosa dos detalhes da edificação.
A partir de 1737 o príncipe passou a ocupar um apartamento no piso térreo do edifício principal. A vida no palácio foi reconstruída com base nos relatórios do diplomata francês Blondel, que nessa época circulava entre várias grandes cidades alemãs, sendo recebido muitas vezes em Frankfurt.
Deste modo, o príncipe teve um marechal palaciano e um séquito de cinco ou seis nobres, além de pagens e funcionários em abundância. Todos os dias se sentavam à mesa 25 pessoas que eram servidas abundantemente. Aparentemente, a table d’hôte prolongava-se muitas vezes até às primeiras horas da madrugada. A alta roda era entretida por músicos e actores pertencentes ao seu próprio teatro doméstico. A Duquesa de Württemberg, uma filha dos príncipes, causou agitação ao deambular pela cidade a meio da noite acompanhada pelos membros daquela sociedade, assustando os habitantes que dormiam com trompetes e assobios. Isto despoletou rapidamente uma nova e acirrada disputa entre a cidade e a casa principesca. Sentindo-se continuamente ameaçado devido a outros incidentes, o príncipe, quando passava pela Ponte Velha, foi lançado ao Main com cavalo e carruagem, queixando-se pessoalmente junto do imperador, o qual advertiu severamente a cidade.
O Príncipe Anselm acabou por não ver a realização final do seu palácio, pois faleceu em Bruxelas no dia 8 de Novembro de 1739.
Pouco depois, o seu filho Alexander Ferdinand transferiu a sua residência para o novo palácio. Aparentemente, o novo príncipe desenvolveu uma brilhante atitude da corte, uma vez que não estão documentadas queixas contra a conduta da casa principesca na sua época. Pouco tempo depois passou a ter uma influência activa na esfera política, impulsinada pela eleição do seu amigo Carlos Alberto da Baviera como Imperador. No dia 12 de Fevereiro de 1742 Carlos Alberto foi coroado, em Frankfurt, como Imperador Carlos VII do Sacro Império Romano-Germânico. Devido à Guerra de Sucessão Austríaca, foi o único imperador a instalar a sua residência em Frankfurt – no Barckhausenschen Palais sobre a Zeil, jardim com jardim com o Palais Thurn und Taxis.
Durante o seu tempo em Frankfurt Carlos elevou o Postgeneralat dos príncipes de Thurn und Taxis ao trono feudal. O seu amigo Alexander Ferdinand foi nomeado Kaiserlichen Prinzipal-Kommissar (Comissário-Principal Imperial), fazendo dele o seu principal representante pessoal no Immerwährenden Reichstag (Perpétuo Reichstag) em Ratisbona. Após a surpreendente morte de Carlos VII, ocorrida no dia 20 de Janeiro de 1745, a coroa imperial voltou para a Casa de Habsburgo. Isto colocou Alexander Ferdinand em perigo, pois tinha que defender-se da acusação de traição. No entanto, este conseguiu consolidar a sua posição mediante uma homenagem à Imperatriz Maria Teresa. Em 1748 viu confirmada a sua posição como Comissário-Principal. Em seguida mudou definitivamente a sua residência para Ratisbona. O palácio de Frankfurt permaneceu até 1867 como sede da Direcção Geral dos Correios.

### O palácio após a saída da corte

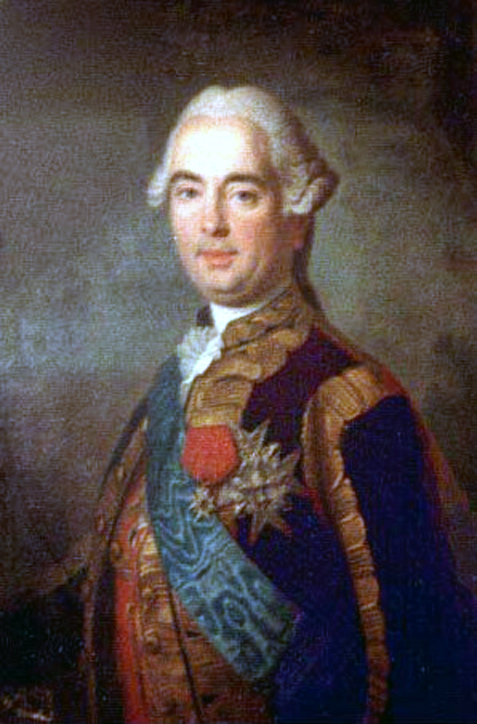
O Duque Victor-François de Broglie

Mesmo após a transferência da corte dos Thurn und Taxis o palácio manteve-se na posse da família principesca. Como residência de representação na cidade burguesa, com a sua modesta arquitectura, era muito desejado para elegante casa de hóspedes. No dia 2 de Janeiro de 1759, durante a Guerra dos Sete Anos, Frankfurt foi ocupada pelas tropas francesas sob o comando do Duque de Broglie. O duque instalou o seu quartel-general no palácio, enquanto os seus subordinados se alojavam em edifícios vizinhos. De forma a permitir-lhes um acesso rápido ao palácio, providenciou uma abertura na parede da casa do cocheiro Gerlach. Em nome do duque, o comandante francês da cidade, o Conde François de Thoranc, pediu permissão ao Conselho para fazê-lo, comprometendo-se, ao mesmo tempo, a devolver tudo ao seu estado original aquando da sua partida.
Quando os franceses partiram de Frankfurt, na Primavera de 1762, o edifício tinha sofrido danos significativos. Lareiras e soalhos estavam arruinados, enquanto parte das decorações tinha sido desmatelada. O Duque de Broglie teve que pagar pelos danos, como mostra uma lista datada de 20 de Junho de 1761. A correcção dos danos prolongou-se até 1764.
Quando Johann Wolfgang Goethe descreve, em Dichtung und Wahrheit, a coroação do Imperador José II, menciona os Habsburgos com a sua corte no palácio, assim como nas posteriores coroações de Leopoldo II (1790) e Francisco II (1792). Manifestamente, em 1764 o palácio serviu de ponto fulcral por ocasião das cerimónias realizadas na formação das ligações estrangeiras dos príncipes, prejudicando novamente o interior. Isto revelou-se problemático, uma vez que neste caso não podiam queixar-se contra os responsáveis pela destruição.
Um aspecto interessante relacionado com os referidos danos e com os consequentes trabalhos de reparação é o facto da chancelaria do príncipe manter, desde a construção do palácio, uma atitude negativa em relação aos artesãos de Frankfurt. O Geheimrat principesco Berberich escreveu um relatório em 1763 onde se pode ler: "Eu conheço a ousadia dos artesãos da cidade quase exactamente, e a sua capacidade além da sua ferocidade também é conhecida; o melhor é que este trabalho não pode durar muito tempo e não terá grandes custos".
O administrador das propriedades dos Thurn und Taxis entre 1770 e 1794 foi o Hofrat Johann Bernhard Crespel, um amigo de juventude de Goethe, imortalizado por E.T.A. Hoffmann na sua novela Rat Krespel e por Jacques Offenbach na sua ópera Hoffmanns Erzählungen.
No dia 25 de Maio de 1789, Karl Alexander, o príncipe herdeiro dos Thurn und Taxis, casou-se com a Duquesa Therese Mathilde von Mecklenburg-Strelitz. Uma vez que o casal desejou instalar residência em Frankfurt, o palácio foi profundamente melhorado. O mestre de obras da cidade Johann Georg Christian Hess apresentou um relatório datado de 16 de Agosto de 1791 onde os custos das reparações são estimados em 3.500 florins. O contrato foi assinado em Setembro do mesmo ano, sendo adjudicado a diferentes mestres de Frankfurt e mantendo-se os seus custos dentro da estimativa.
Aquando da coroação do Imperador Francisco II, em Março de 1792, o Príncipe de Thurn und Taxis pôde receber a alta sociedade no palácio, logo após a conclusão das obras de reparação, o que lhe conferiu um novo esplendor. A Princesa Therese também recebeu as suas irmãs, a Princesa Luise, mais tarde Rainha Luise da Prússia, e a Princesa Friederike. Ao contrário de muitos outros elementos, estas não se instalaram no palácio durante a coroação, alojando-se na Goethe-Haus junto da mãe de Goethe, Catharina Elisabeth, .
Nas suas obras, Goethe não se refere ao Palais Thurn und Taxis com qualquer palavra. O motivo que o levou, pelo contrário, a descrever pormenorizadamente o vizinho Schweitzersche Palais, concluindo mesmo um modelo deste, não é claro.

### O palácio como residência do Grão-duque

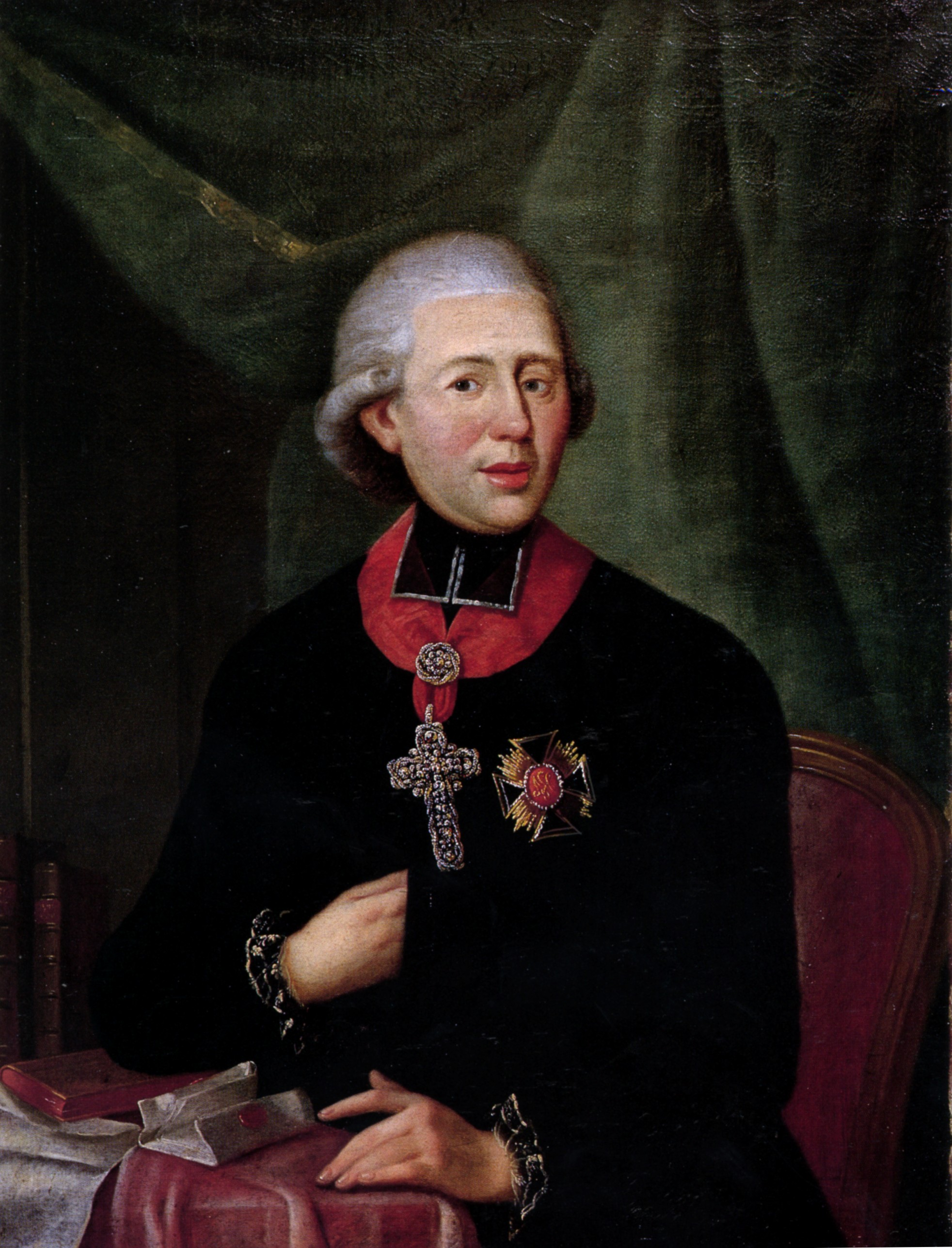
Karl Theodor von Dalberg, Grão-duque de Frankfurt.

Durante as Guerras Revolucionárias Francesas o palácio manteve-se como sede dos Fahrenden Post (Correios Ambulantes).
No início de 1806 o Palais Thurn und Taxis voltou a estar no centro dos acontecimentos políticos: depois do fim do Sacro Império Romano-Germânico, Carl Theodor von Dalberg, Fürstprimas (Príncipe Primaz) da Confederação do Reno, recebeu do Imperador Napoleão o seu próprio principado. Este ficava situado a leste do Reno, sendo formado pela área do antigo Arcebispado de Mogúncia, pela Cidade Imperial de Frankfurt e pela Diocese Principesca de Fulda. O Príncipe Carl Theodor residia a maioria das vezes no Schloss Johannisburg, o palácio dos príncipes-eleitores em Aschaffenburg.
Dalberg concedeu ao Príncipe Karl Alexander von Thurn und Taxis, em nome da Confederação do Reno, a "dignidade e a função dum mestre de correios hereditário" como trono feudal. Em troca, o Príncipe Primaz recebeu o Palais Thurn und Taxis por 15 anos, livre de encargos e acrescido duma renda anual de 12.000 florins por ele destinados a fins caritativos. Por sua vez, o Príncipe Primaz foi homenageado com a renomeação da artéria Große Eschenheimer Gasse, que passou a chamar-se Carlsgasse, e da Eschenheimer Tor, que passou a Carlstor.
Em 1810 Dalberg passou a ser o Grão-duque do efémero Grão-ducado de Frankfurt. Em 1813 o grão-ducado foi extinto e, no dia 2 de Novembro desse ano, Dalberg abandonou Frankfurt definitivamente.

### O palácio federal

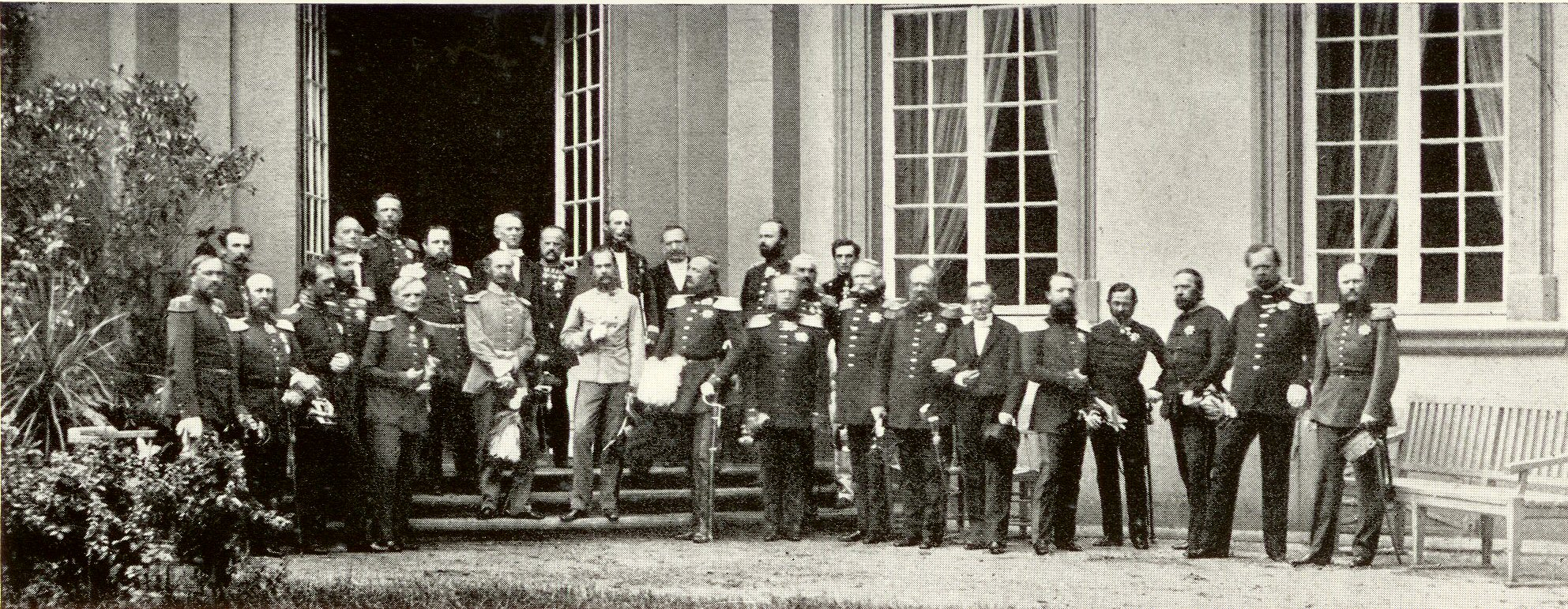
Jardim do Palais Thurn und Taxis: foto de encerramento da Frankfurter Fürstentag (assembleia plenária) no dia 1 de Setembro de 1863.

Devido a um acordo secreto entre a Áustria e a Baviera, datado de 8 de Outubro de 1813, Frankfurt passou para o domínio bávaro depois da derrota de Napoleão. No entanto a diplomacia de Frankfurt conseguiu convencer o ministro prussiano Freiherr vom Stein do interesse que representaria para a Prússia a restauração da independência da cidade. O Congresso de Viena decidiu-se, finalmente, pela formação da Cidade Livre de Frankfurt e o Deutsche Bundesakte (constituição), datado de 8 de Junho de 1815, definia o Palais Thurn und Taxis como sede do Bundestag, a Assembleia dos 41 Estados da Confederação Germânica. Desde que foi introduzido o nome de Palácio Federal, o Príncipe Karl Alexander von Thurn und Taxis passou a receber uma renda anual pela sua cedência.
O público foi excluído das reuniões da Assembleia Federal. O seu presidente, o enviado austríaco para o governo federal, tinha os seus aposentos privados no palácio. Em 1848, depois da Revolução de Março, a Assembleia Federal suspendeu temporariamente os seus trabalhos. O seu lugar no Palácio Federal foi ocupado, no dia 24 de Junho de 1848, pela Assembleia Nacional de Frankfurt, estabelecida por um curto período pelo Governo Imperial Provisório. Após o fracasso da revolução, foram restabelecidas as condições anteriores. No final de 1850 a Assembleia Federal regressou ao palácio.
Entre 1851 e 1859, Otto von Bismarck foi o emissário prussiano na Confederação Germânica. Os trabalhos da Assembleia foram sendo progressivamente paralisados pelo contraste entre a Prússia e a Áustria. O convite do imperador austríaco Francisco José I para uma Fürstentag, uma reunião de todos os príncipes alemães em Frankfurt, juntou em 1863 todos os estados da confederação com excepção da Prússia, cujo rei, Guilherme I, esteve ausente a conselho de Bismarck. Isto implicou a ruptura de facto entre a Prússia e a Confederação Germânica; Bismarck tomou o seu Caminho de Sangue e Ferro (Weg von Blut und Eisen), forçando a unificação da Alemanha sob liderança da Prússia e excluindo a Áustria.
Em 1866 rebentou a Guerra Austro-prussiana, no decorrer da qual Frankfurt saiu formalmente da liga mantendo-se neutra, embora tenha sido considerada como uma adversária pela Prússia. No dia 16 de Julho de 1866, o principal exército prussiano, sob comando do General Ernst Eduard Vogel von Falckenstein, avançou sobre a cidade e submeteu-a às suas contribuições mais duras. O último burgomestre da Cidade Livre, Karl Konstanz Viktor Fellner, entrou em desespero devido à violência das medidas contra os residentes; o redactor-chefe do Frankfurter Oberpostamtszeitung, jornal publicado pelos Correios Thurn und Taxis desde 1616, foi detido pelos soldados prussianos e sofreu um acidente vascular cerebral fatal durante o seu interrogatório.

### A cidade assume o palácio
No dia 30 de Junho de 1867 terminou a história dos Correios Imperiais Thurn und Taxis. No Palais Thurn und Taxis, que se mantinha na posse da família principesca, regressou a tranquilidade. Ocasionalmente ainda se realizavam ali exposições; nomeadamente, em 1875, uma Exposição Histórica de Produtos de Arte Comercial (Historische Ausstellung kunstgewerblicher Erzeugnisse) e, em 1879, uma Exposição de Plantas da União das Associação Hortícolas Renanas (Pflanzenausstellung des Verbandes Rheinischer Gartenbau-Vereine). A partir daí começou a evacuação gradual do palácio. Obras de arte, mobiliário, esculturas, tapeçarias e outros equipamentos, incluindo todos os pavilhões de jardim, foram transportados para Ratisbona. Pouco se manteve do antigo esplendor do palácio.
No dia 1 de Abril de 1895, a Casa Haus Thurn und Taxis vendeu o palácio ao Reichspost (Correios Reais) pela soma de 1,5 milhões de marcos, instituição que já detinha na Zeil a Rothe Haus e o Russischen Hof, uma obra-prima classicista de Nicolas de Pigage. As casas na Zeil, assim como os estábulos por trás delas e o salão de equitação do palácio, foram demolidas e no seu lugar foi erguido o principal posto dos correios imperiais no contemporâneo estilo neo-renascentista. Além disso, foi feita uma série de alterações ao palácio de forma a permitir a sua utilização como terminal de correspondência e a centralização da contabilidade e do secretariado dos telégrafos.
O magistrado atendeu às solicitações dos cidadãos, de forma a evitar uma nova e importante alteração ao monumento. Uma vez que os correios não tinham qualquer concessão, a cidade negociou com o objectivo de aquirir a totalidade do complexo de edifícios. No dia 18 de Maio de 1905 a compra foi assinada. Em 1908 foi instalado no palácio o Völkerkundemuseum (Museu Etnográfico), inicialmente com as colecções de Bernhard Hagen. Nos anos vinte acolheu as colecções do explorador africano Leo Frobenius ergänzt.

### O fim do palácio

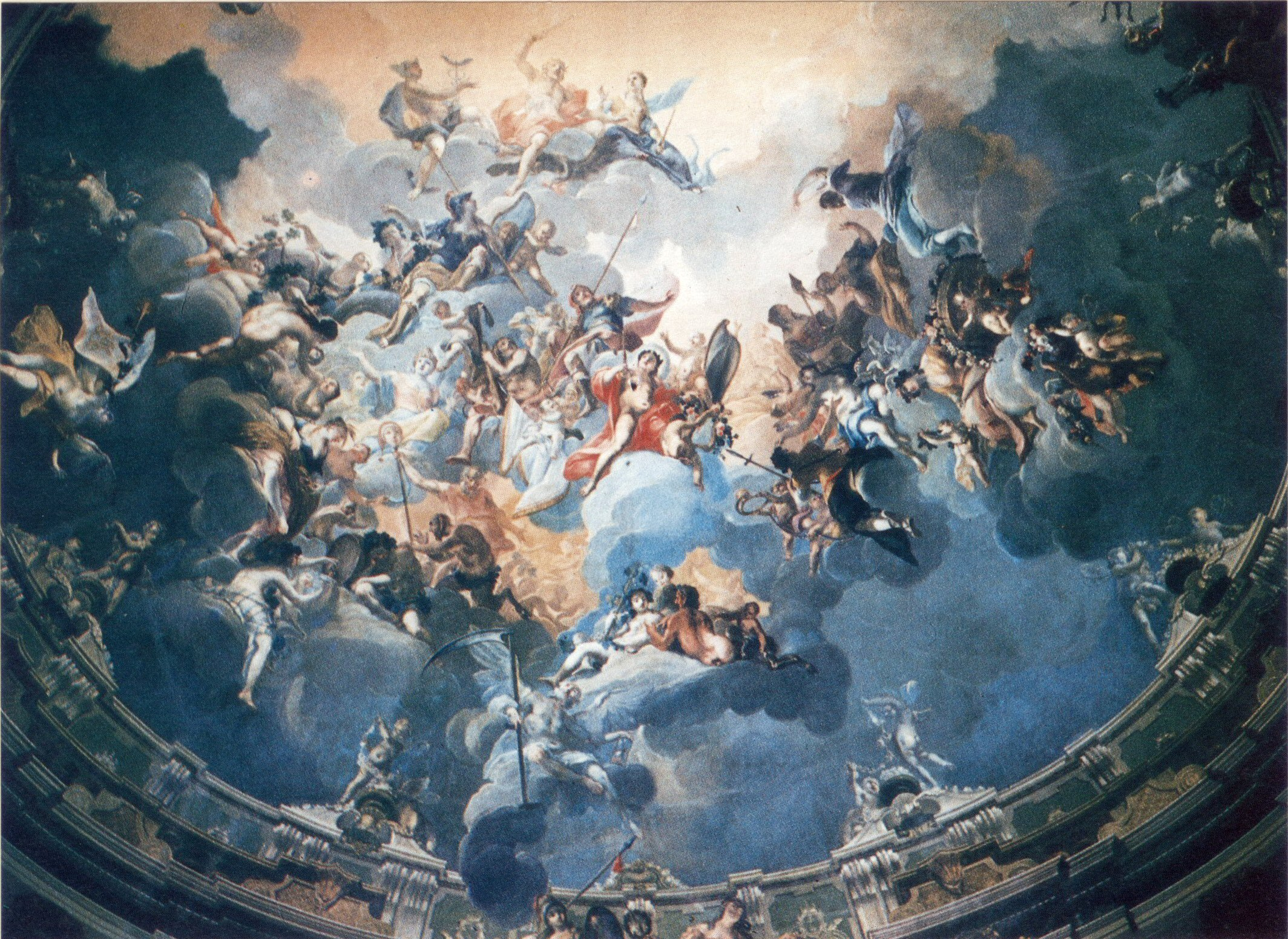
Tecto pintado por Luca Antonio Colomba, destruído em 1944.

Em 1943 o historiador Fried Lübbecke procedeu a uma extensa documentação do palácio. Emergiram, entre outras, mais de 60 fotos coloridas dos preciosos tectos pintados por Luca Antonio Colomba. No dia 4 de Outubro de 1943 o palácio foi bombardeado pela primeira vez. Os telhados dos dois pavilhões e do corps de logis acabaram em chamas, mas o fogo foi controlado rapidamente antes de causar maiores danos. Outros ataques atingiram o palácio nos dias 20 de Dezembro de 1943 e 29 de Janeiro de 1944. No pior bombardeamento de Frankfurt, ocorrido no dia 22 de Março de 1944, uma bomba com quase 4.000 kg detonou a escadaria do corps de logis. A explosão fez cair a fachada principal no pátio interior e derrubou as arcadas nas alas laterais. A secção redonda voltada para o jardim manteve-se na sua maior parte.
O cabo telefónico existente nas caves do palácio manteve-se intacto. Pouco tempo após o fim da guerra, os correios poderiam ter retomado o serviço, embora o edifício dos correios principais, dos telégrafos e telefones de estivesse completamente destruído. Em 1948, os Correios planearam construir um novo complexo imobiliário, com um arranha-céus de 70 metros de altura, no espaço dos antigos correios dos Thurn und Taxis. Inicialmente chegou a ser ponderada a reconstrução do palácio, mas verificou-se que a recolocação dos cabos no edifício custaria milhões. Após longas negocoiações, a administração da cidade acabou por aceitar um compromisso. O corps de logis e as alas laterais foram sacrificados, só tendo sobrevivido os edifícios que ladeavam o portal voltado para a Großen Eschenheimer Straße. Em vez das anteriores mansardas receberam um ático, mas agora com uma balaustrada como decoração.
Em 2004 os edifícios do portal foram igualmente demolidos para dar espaço aos acessos ao estaleiro. As restantes partes dos edifícios originais foram consignados de forma a serem utilizados na reconstrução.

## Localização e arredores

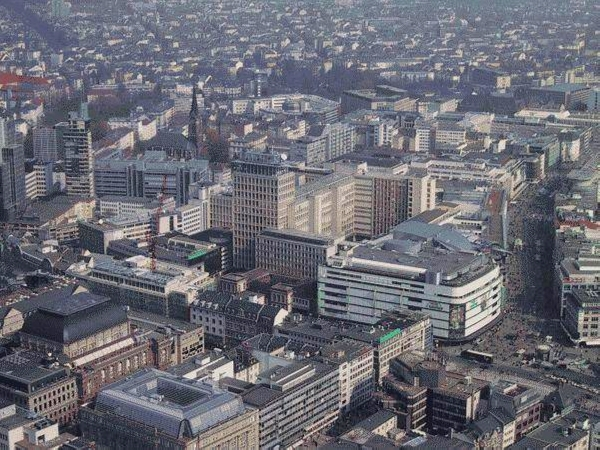
Situação urbana em 2003.

O palácio estava situado na zona de Frankfurt-Innenstadt, no lado oriental da Großen Eschenheimer Straße, artéria que liga o Hauptwache ao Eschenheimer Tor. Os edifícios vizinhos datam do período de reconstrução da década de 1950, como por exemplo as Galerias Kaufhof situadas na esquina da Zeil/Hauptwache.
Na área do antigo jardim e do corps de logis, o edifício central do palácio demolido em 1951, ergueu-se, entre 1952 e 2003, a Fernmeldehochhaus (Torre de Telecomunicações), um arranha-céus com mais de 70 metros de altura. Este edifício foi um dos primeiros arranha-céus em armação de aço construídos em Frankfurt e serviu como plataforma central da rede de telecomunicações alemã. A sul e a leste ficavam situados dois edifícios administrativos com 33 e 40 metros de altura. Naquele espaço chegaram a trabalhar, na década de 1960, até 5.000 pessoas.
Com a construção duma nova central de telecomunicações na Europaturm, na zona de Frankfurt-Bockenheim, a Fernmeldehochhaus perdeu a sua importância central para a rede da Deutsche Telekom. Em 2004, todo o complexo de edifícios foi demolido.

## Arquitectura

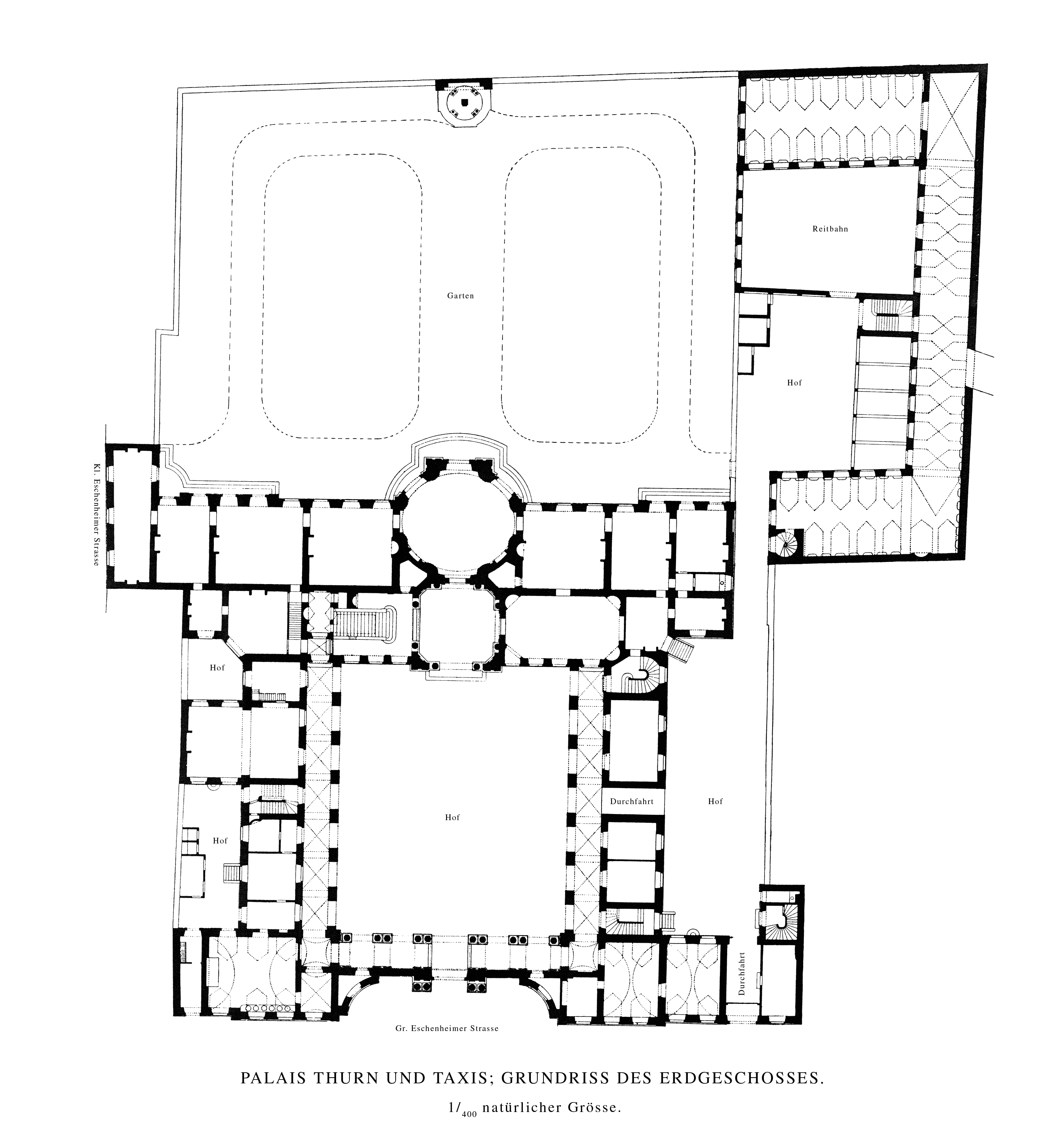
Planta do piso térreo do Palais Thurn und Taxis, das dependências e do jardim.

O palácio pertence à época da história da arte correspondente ao barroco tardio. Como último trabalho de Robert de Cotte, juntamente com o Palais des Rohan em Estrasburgo, exibia um estilo antiquado que parecia quase obsoleto para os seus contemporâneos. NO início da construção de Cotte já contava com mais de setenta anos de idade. O Príncipe Anselm, provavelmente, reuniu-se com ele em Paris e tê-lo-á convidado a fazer um memorandum para o projecto de construção da sua residência em Frankfurt. De Cotte respondeu-lhe no dia 20 de Outubro de 1727:
Desde que me foram perguntadas as minhas opiniões, eu penso que esta casa deve ser destinada a um grande senhor. Por isso devia ter um grande apartamento no piso térreo, onde normalmente se reunem as autoridades e os nobres, e no primeiro andar dois apartamentos voltados para o jardim, além de outros situados nas alas e nos pavilhões voltados para a rua, assim como quartos nas mansardas dos sótãos. Igualmente, nos pátios secundários ao lado de tudo isto, são necessários estábulos, um picadeiro, um pavilhão para as carruagens e alojamentos para os funcionários e para os criados da casa.

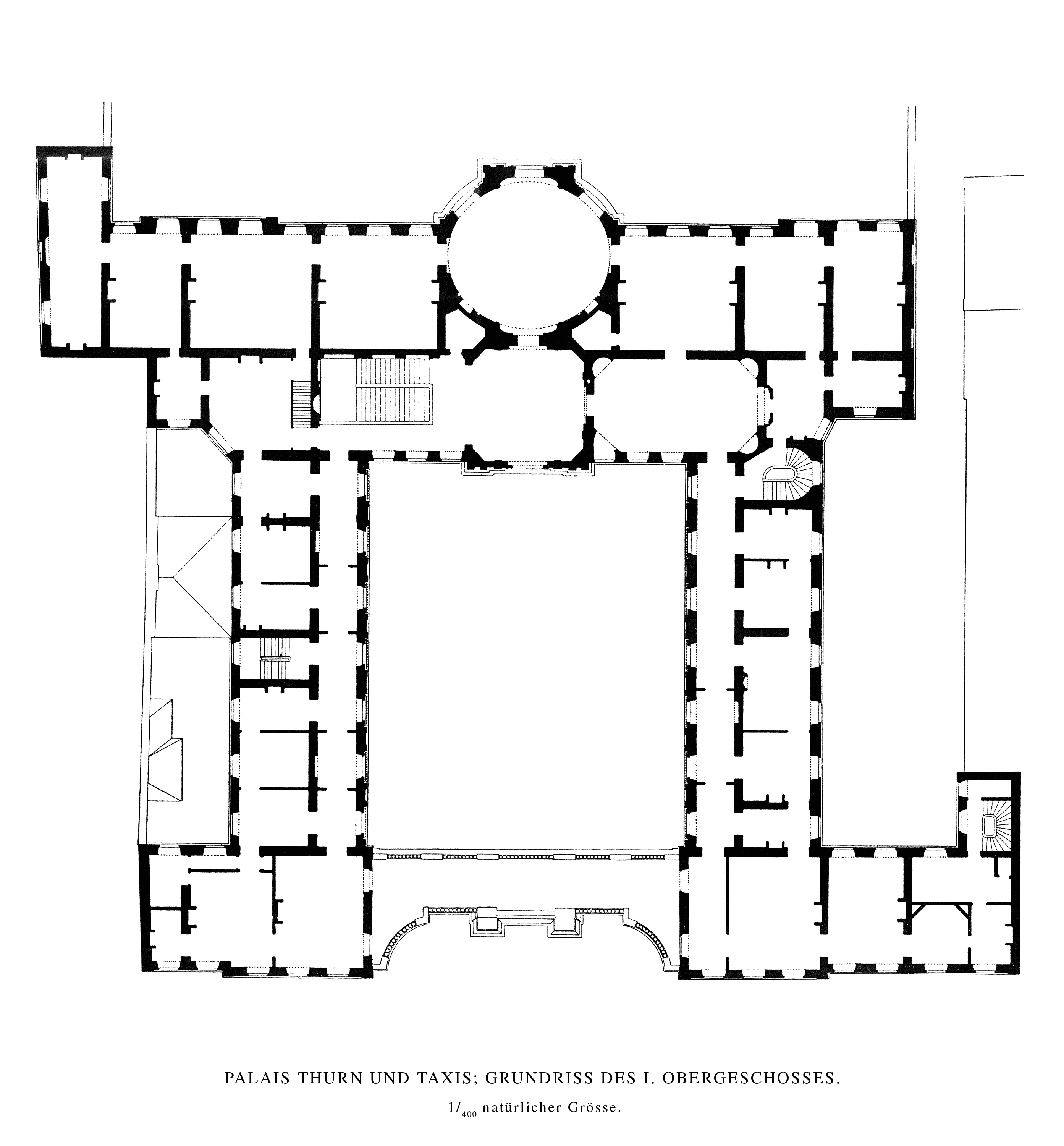
Planta do primeiro andar do Palais Thurn und Taxis.

Dado que a rua em que pensa construir esta casa não é muito larga, pensei num portal retirado em dois semicírculos para facilitar a entrada e criar uma graciosa vista frontal, um alinhamento que produz sempre um efeito agradável.

### Desenhos de Robert de Cotte
Os esboços de Robert de Cotte, datados de 1730, mantêm-se preservados e em exibição, juntamente com o património do arquitecto, na Biblioteca Nacional da França, em Paris.

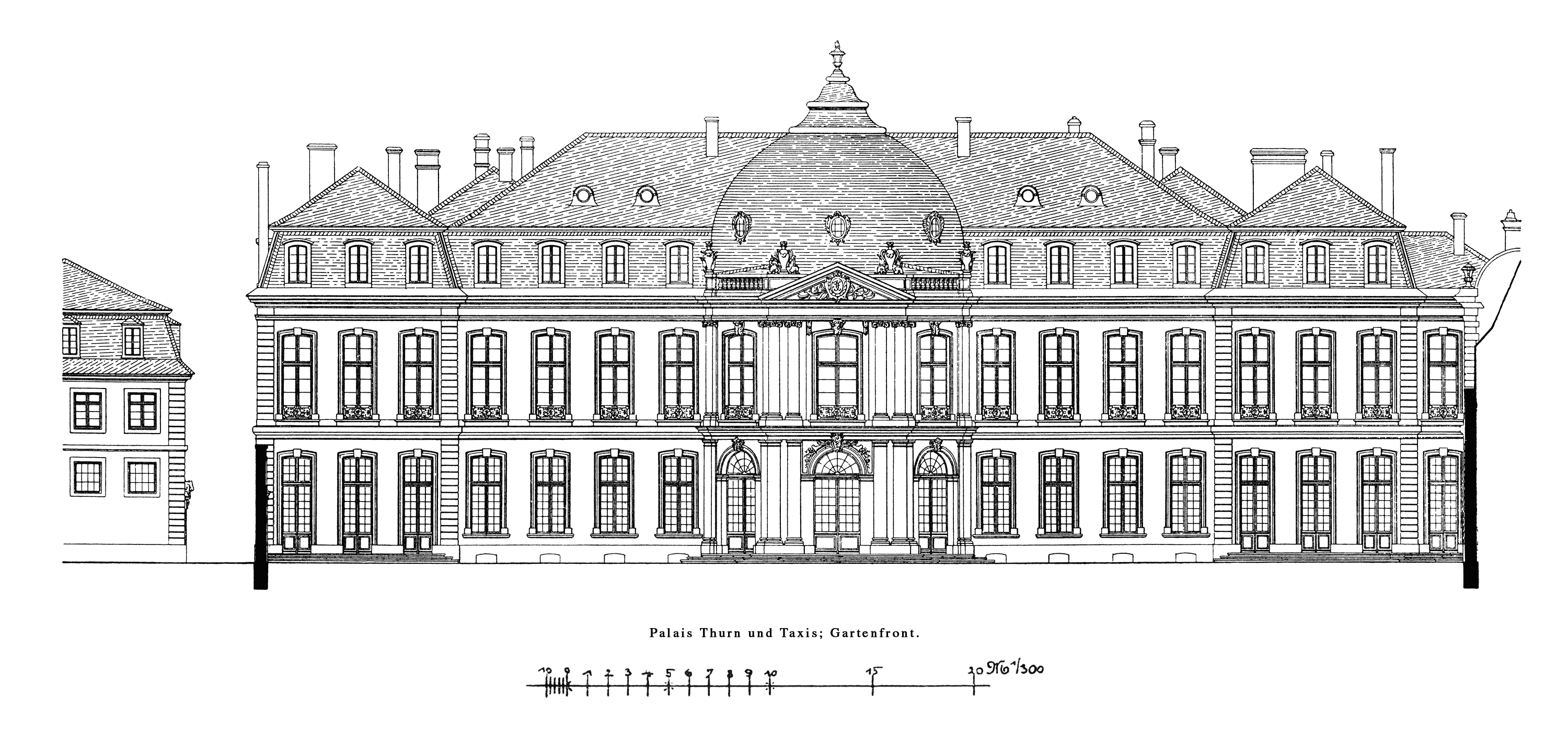
Fachada do jardim
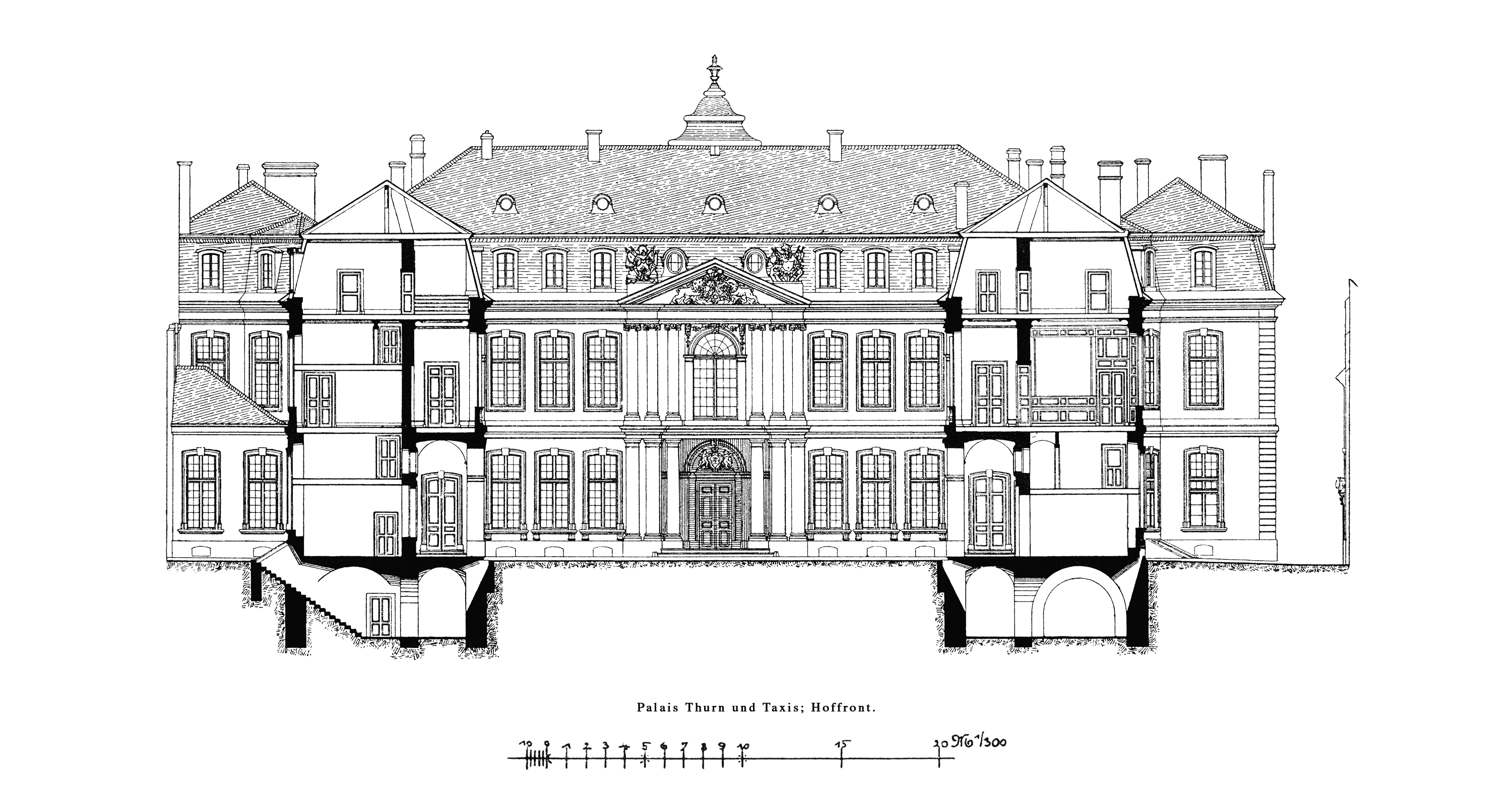
Fachada do pátio
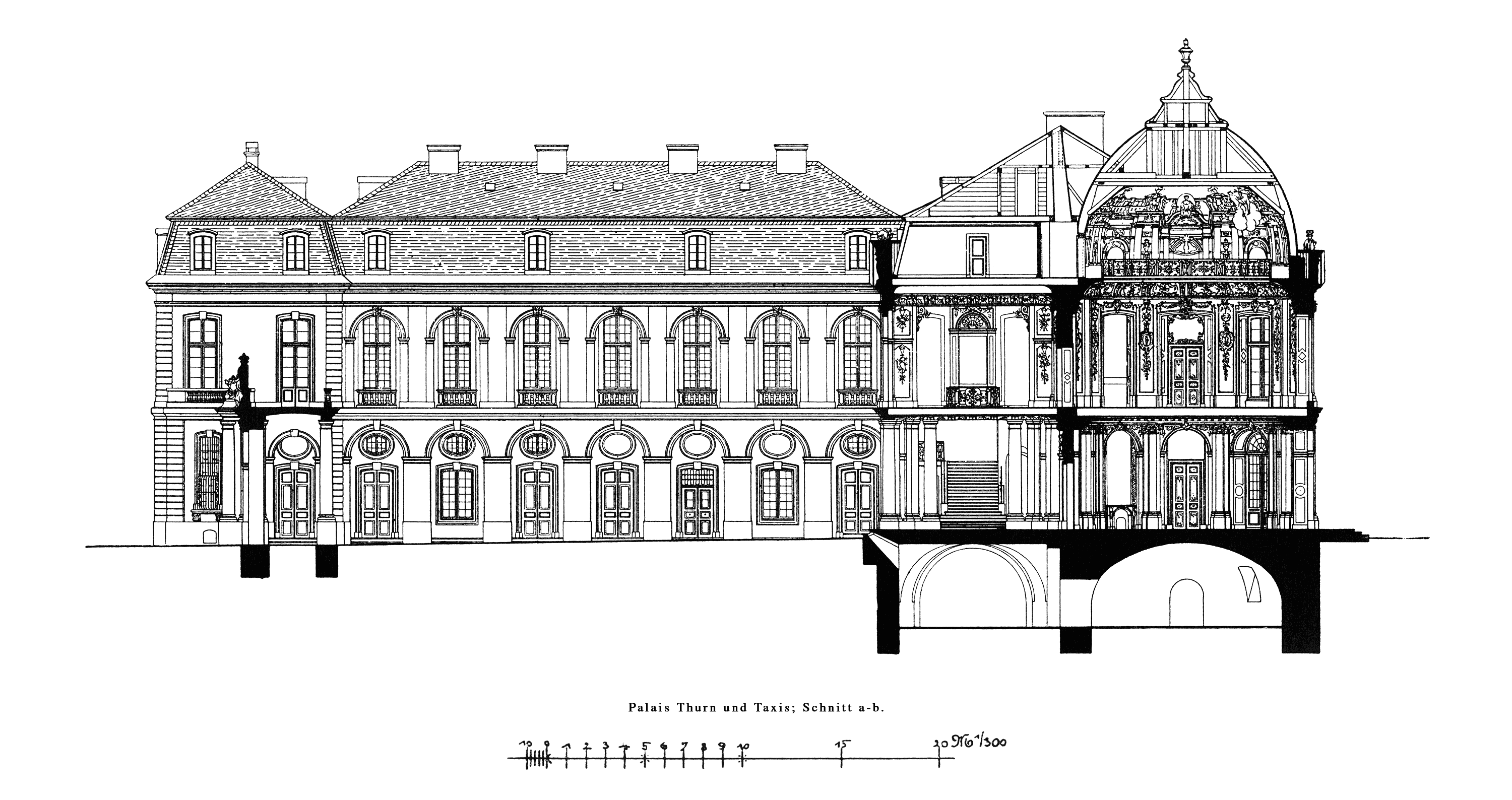
Corte do corps de logis
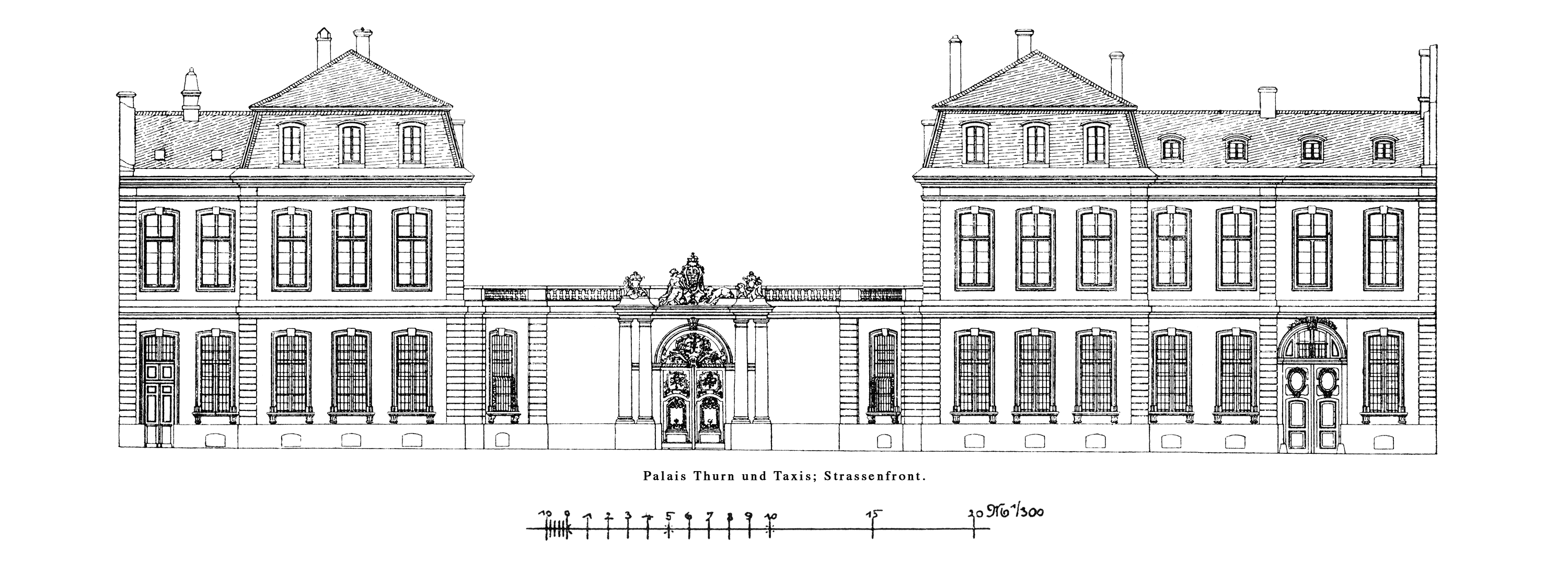
Fachada da rua

### Edifícios do portal

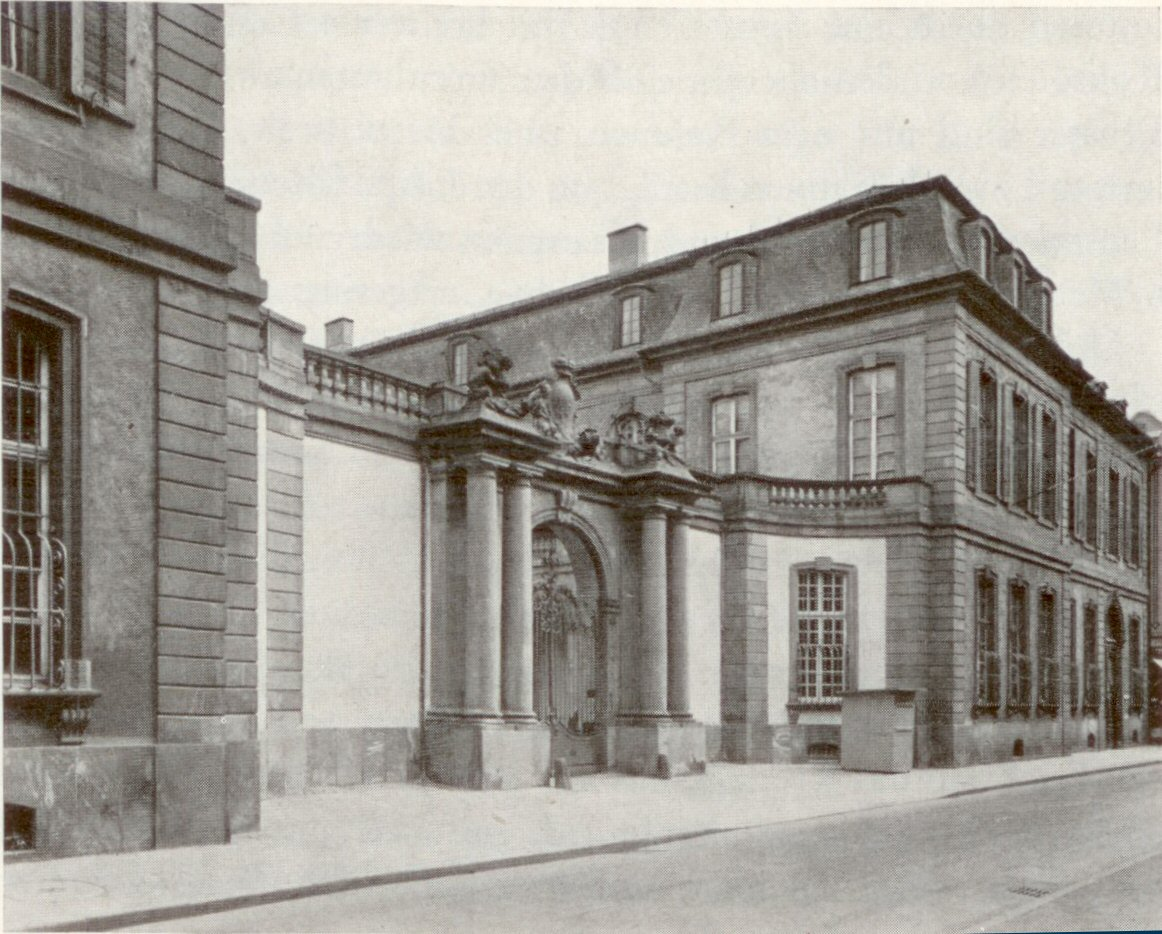
Edifícios do portal voltados para a Großen Eschenheimer Gasse.

À primeira vista não nos damos conta da assimetria entre os dois edifícios do portal localizado na Großen Eschenheimer Gasse. Embora o pavilhão norte, à esquerda, tenha cinco eixos e o pavilhão sul, à direita, tenha sete, de Cotte resumiu ambos sobre a concha da entrada em três eixos separados por lesenas e projectados conjuntamente cerca de meio metro sobre a rua. Ambas as saliências foram ainda realçadas pela presença de mansardas nos telhados. Enquanto as janelas do piso térreo tinham quatro metros de altura, as do primeiro andar não ultrapassavam os 3,80 metros, de forma que os pavilhões pareciam mais altos do que realmente eram. As janelas inferiores tinham igualmente uma cornija um pouco mais larga com duas consolas, enquanto as do piso superior eram apenas emolduradas. Todas as janelas dos pavilhões tinham cerca de dois metros de largura e distavam aproximadamente um metro entre si, de forma que o balanço entre as arestas de duas janelas era exactamente metade dos cerca de seis metros de altura do piso (medidos até ao friso).
O friso situado a meio da distância entre o solo e o friso do telhado joga com as pilastras laterais de forma a parecer que serve de fundação para o andar superior. Esta dupla cintura também distingue as restantes partes dos edifícios. Os frisos consistiam numa arquitrave protuberante apoiada numa parte plana. O primeiro andar tinha apenas mais quatro centímetros, pouco perceptíveis, confiscados ao piso térreo.

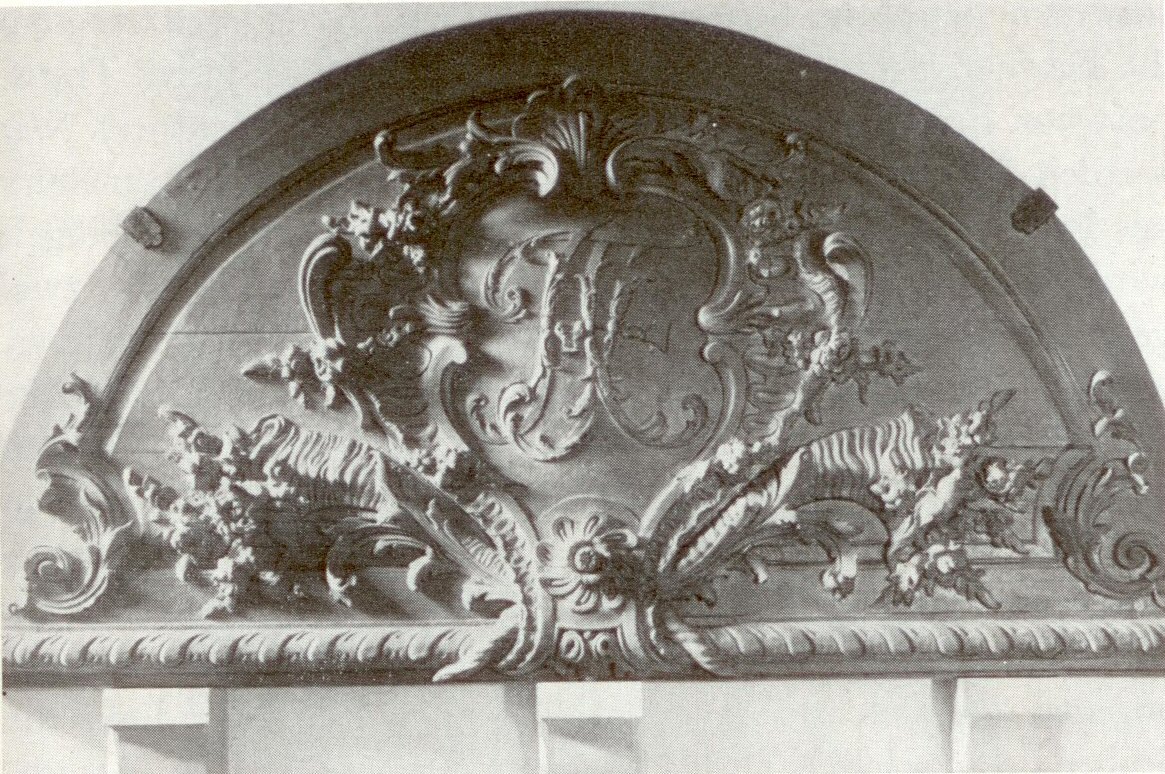
Tímpano com as armas dos Thurn und Taxis, por Paul Egell (1734/1735).

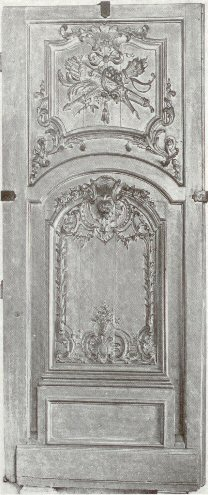
Meia porta direita do portal.

Para enfatizar a entrada do portal, o muro do pátio entre os dois pavilhões, com oito metros de altura, não foi construído a direito, ou seja, cada um dos lados era constituído por um curto pedaço de parede com um quarto de círculo, separado por pilastras. A totalidade do muro da concha tinha aproximadamente 26 metros de extensão, dos quais um terço correspondia ao portal. Sobrepujado por um arco redondo, o portão de entrada tinha três metros de largura, o que possibilitava a passagem mesmo das carrugens mais largas. O portão em madeira foi concebido pelo escultor parisiense Fressancourt. Em 1893, estas meias-portas foram transportadas para Ratisbona e substituídas por uma simples grade de ferro forjado. As portas foram desenhadas com a proporção áurea. Apresenta um segmento de friso arqueado que divide dois campos esculpidos, contendo de cima para baixo e no total os números de Fibonacci 3:5:8.
À esquerda e à direita do portal ficavam duas colunas ligadas à parede, com 5,11 metros de altura, assentes em amplas bases com 1,20 metros de altura. As bases e os capitéis das colunas correspondiam à Ordem Toscana de Andrea Palladio. O friso de cintura passava numa plataforma disposta acima do ângulo dos capitéis. Este suportava um escudo de pedra com a coroa imperial suspenso pelo Velo de Ouro. À direita do escudo sobressaía um leão, o animal heráldico da família Thurn und Taxis originária do Valsassina, na Lombardia. À esquerda e à direita do grupo heráldico encontravam-se dois vasos rodeados por putti. Estes adornos do portal - tal como o tímpano com as armas dos príncipes – foram criados pelo escultor Paul Egell entre 1734 e 1735.

### OCour d’Honneur

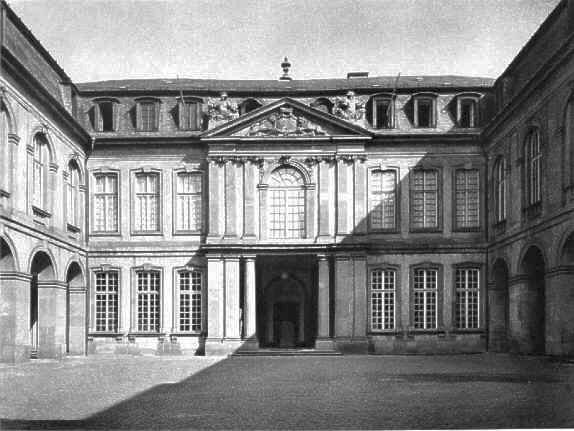
Cour d’honneur e Corps de Logis

Por trás do portal abria-se o grande pátio interior do palácio, um cour d’honneur (pátio de honra) com 30 metros de lado. Os edifícios que constituíam as alas norte e sul eram ladeados por arcadas, entre as quais restava uma área de 22 metros de largura – suficientemente espaçosa para lidar com várias equipagens de dois cavalos ou uma de quatro. Vindo do portal, passa-se por um vestíbulo colunado formado por quatro colunas toscanas emparelhadas. Os andares superiores das alas laterais correspondem às arcadas do piso térreo. É possível que no início estivesse prevista, igualmente, a sua abertura, porém, ao longo do período de construção acabaram por receber janelas.
À direita e à esquerda do pátio de honra encontram-se dois pátios secundários, os Basse Cours (pátios baixos). O que se situava a norte, o mais pequenos dos dois, era o chamado Küchenhof (Pátio das Cozinhas). Aqui ficava a confeitaria e a grande cozinha do palácio, incluindo uma fossa séptica para as águas residuais da cozinha e das sanitas. O pátio sul, conhecido como Kutschenhof (Pátio das Carruagens), tinha, a leste, a forma duma ferradura dada pela longa cerca dos estábulos, com capacidade para 50 cavalos e, mais tarde, ampliados para 80. Os estábulos eram limitados por um picadeiro e por uma remise destinada às caleches dos príncipes, ambas as estruturas com um único piso. Uma fonte e uma fossa para o esterco completavam o pátio, dando desta forma muita da limpeza ao vizinho pátio de honra. Uma passagem com três metros de largura sob a ala sul do pátio de honra ligava os dois pátios, de forma que as carruagens podiam alcançar directamente o corps de logis a partir dos estábulos.

### OCorps de Logis

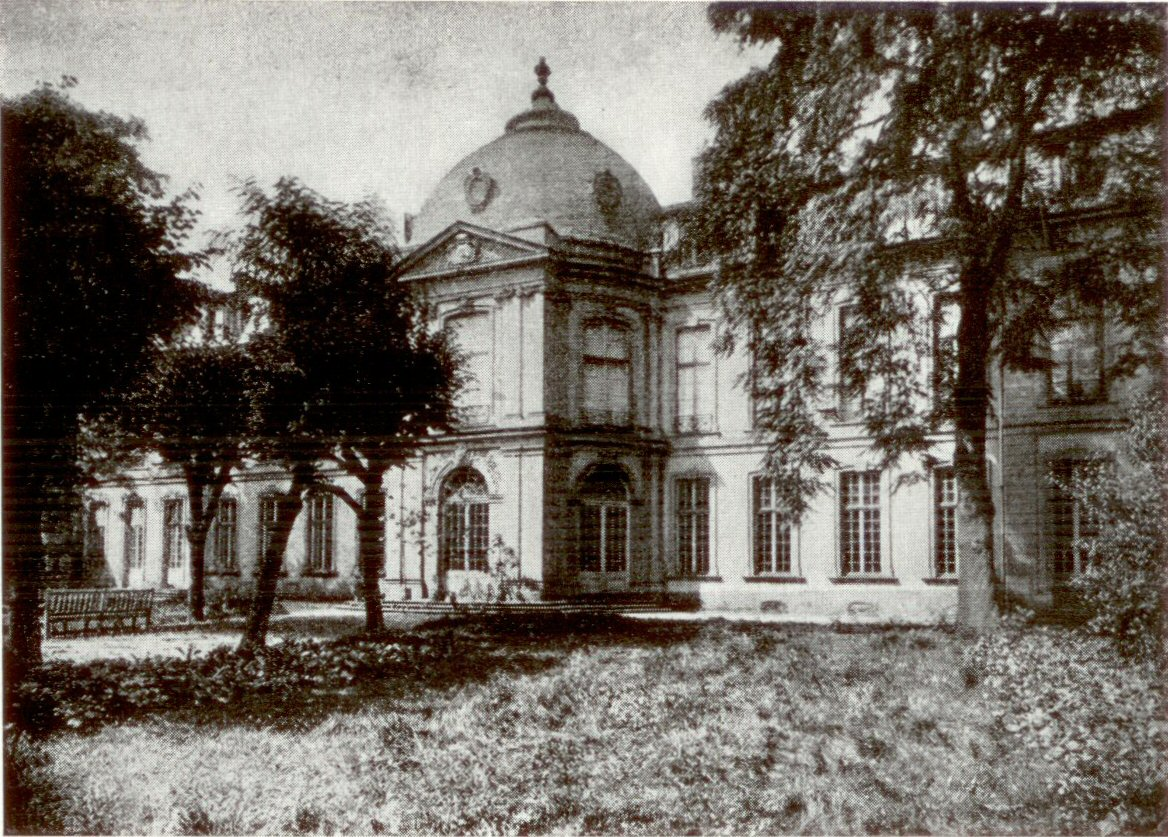
Fachada do Corps de Logis voltada ao jardim.

O Corps de Logis, o edifício principal do palácio, fecha o lado leste do pátio de honra. A sua fachada ocidental, voltada para o pátio de honra, era rigorosamente simétrica, com um corpo central que se projectava da fachada e se elevava pelos dois andares, sendo flanqueado por três eixos de janelas de cada lado. O friso dividia a fachada horizontalmente, de forma que o piso superior com o telhado amansardado parecia formar um edifício separado.
A saliência central continha, no piso térreo, um vestíbulo flanqueado por duas colunas toscanas assim como por duas pilastras planas à esquerda e à direita. No primeiro andar o vestíbulo foi substituído por uma grande janela arcada. No exterior, três pilastras jónicas de cada lado da janela central suportavam o frontispício. As armas da decoração deste frontão foram criadas pelo escultor de Frankfurt Johann Bernhard Schwarzenberger e pelos seus filhos. Os dois troféus nos cantos do frontispício foram criados por Paul Egell.

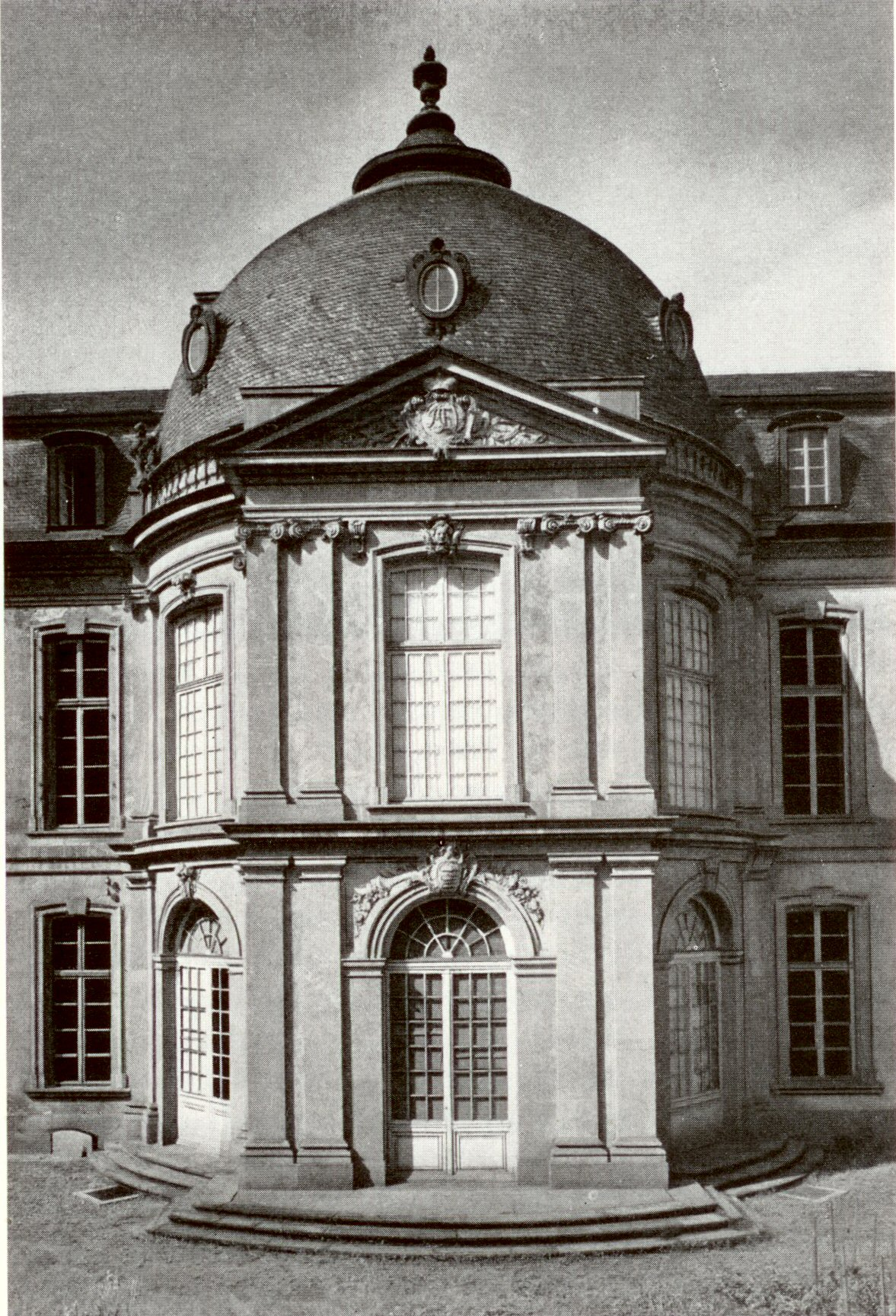
Fachada da Rotunda.

Na frente do jardim, de Cotte também projectou uma fachada simétrica com um total de 18 eixos de janelas: no meio, um edifício redondo com três eixos coberto por uma cúpula, à esquerda e à direita do qual ficavam quatro eixos de janelas, salientados por lesenas encastradas na parede, e duas saliências nos cantos, com telhados amansardados e três eixos de janelas cada uma. Originalmente, as janelas, pintadas de verde, seguiam o modelo francês, nas quais estavam ajustadas venezianas. Em 1850, encontravam-se estragadas, tendo sido removidas sem substituição. No primeiro andar, as partes baixas das grandes janelas foram protegidas com parapeitos em ferro forjado, desmontados em 1892 e levados para Ratisbona.
Para o edifício da cúpula, a chamada Rotunda, de Cotte idealizou uma delicada estrutura avançada com apenas 1,60 metros de profundidade, criando uma forma oval e uma frente paralela à fachada da ala. Enquanto no piso térreo dois pares de pilastras toscanas planas ladeiam a larga entrada sob o friso, no primeiro andar erguem-se dois pares de pilastras jónicas. O centro do frontão estava decorado por um cartucho com as iniciais do Príncipe Anselm Franz. A transição da Rotunda para o telhado em lousa da cúpula era feito por uma balaustrada de pedra, em cujos cantos internos se erguiam dois vasos do mesmo material. A própria empena da fachada estava inicialmente deocrada por dois vasos de pedra, mas, em 1880, estes estava de tal forma corroídos que foram sumariamente removidos. O anel superior do telhado da cúpula também estava coroado por um vaso feito em cobre, e não em pedra, por questões relacionadas com o peso. A cúpula, apesar dos seus oitop metros de altura, apresentava um aspecto delicado.
Ao contrário das simples janelas das mansardas na restante fachada do jardim, as janelas da cúpula foram decoradas com medalhões entalhados. Especialmente rico era o arco por cima da porta pela qual se entrava na Rotunda a partir do jardim. A sua pedra de fecho consistia num agrafe de pedra que se erguia ao centro de duas cornucópias douradas.

### Caves
Todos os edifícios do palácio tinham sólidos subterrâneos. As abóbadas das caves – de aresta nas salas mais pequenas, de berço nas maiores  – tinham uma média de 3,50 metros de altura e as suas paredes uma grossuara de seis pés. Sob o corps de logis ficava a adega, com lugar para vários barris de 1.200 litros. Sob a cozinha estavam duas caves de gelo. Debaixo do pavilhão sul encontrava-se uma cisterna para a lavandaria e para os bebedoros dos cavalos, assim como dois tanques sépticos com cerca de 40 metros cúbicos de capacidade.

### Jardins

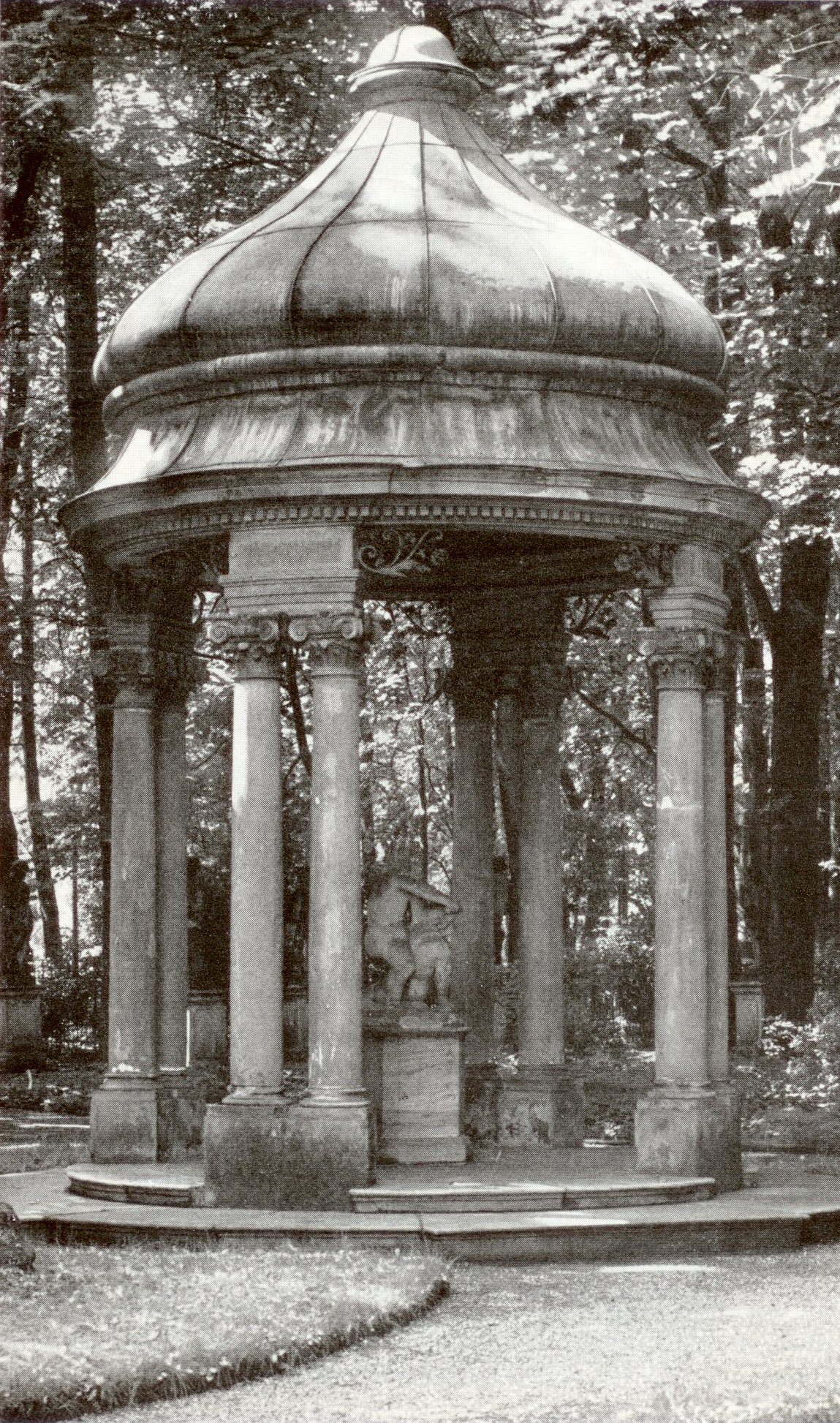
A Gloriette.

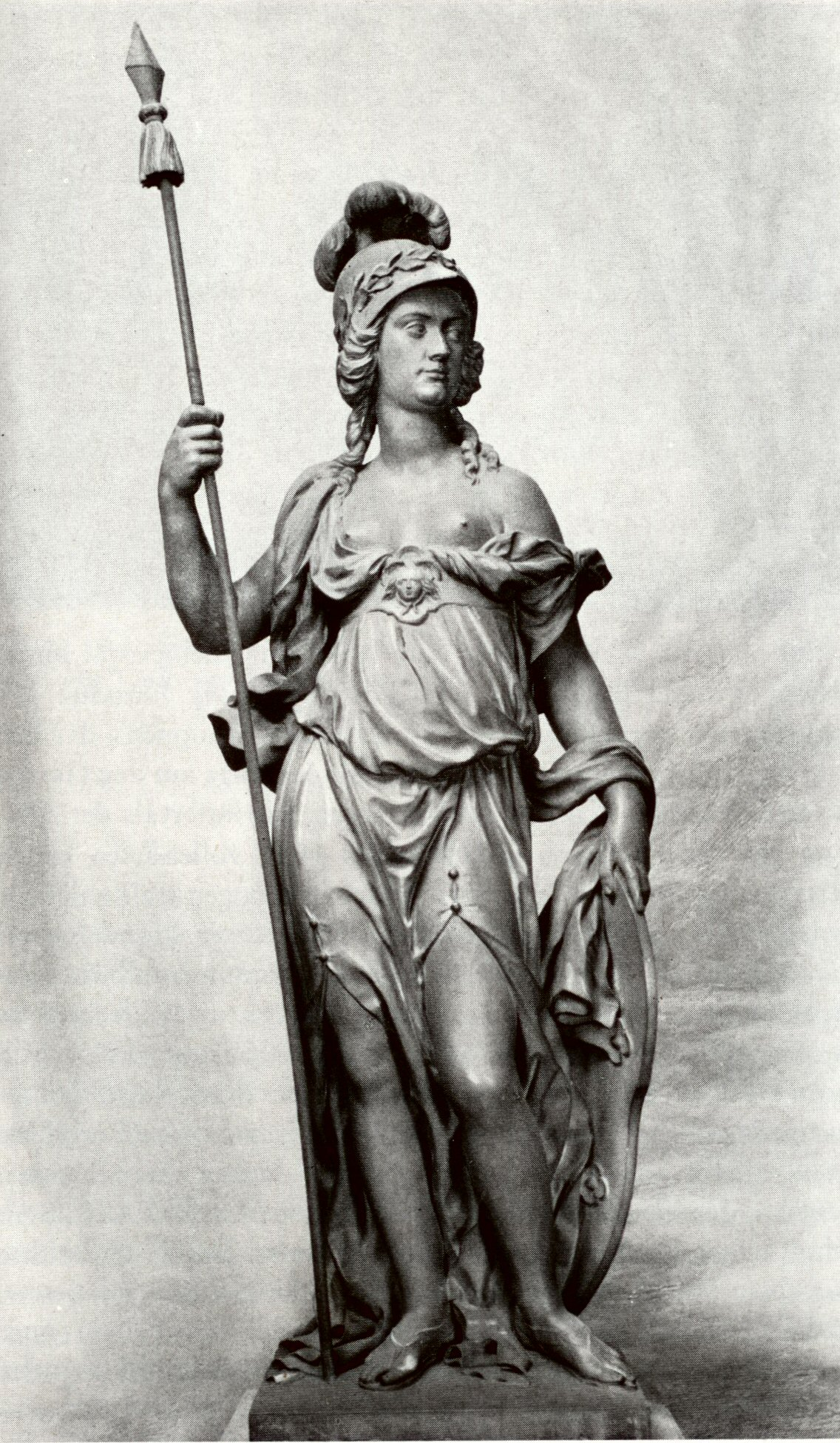
A estátua de Bellona ou Minerva.

O jardim barroco já havia sido planeado por Robert de Cotte. Situava-se entre o Kleinen Eschenheimer Gasse a norte e o grande salão de equitação a sul e era totalmente cercado por um muro com seis metros de altura. De Cotte idealizou dois canteiros, respectivamente, à esquerda e à direita da alameda central. Mais tarde, os canteiros foram substituídos por relvados, cada um dos quais circundados por 16 pilriteiros. Na parede oriental dos jardins, exactamente no eixo central do palácio e frente a um portal fingido, ergue-se a Gloriette, um pequeno templo redondo assente sobre quatro pares de colunas jónicas.
O templo acolhe uma estátua de mármore criada pelo escultor flamenco Jerôme Duquesnoy. Duquesnoy foi queimado em 1664, na cidade de Bruxelas, por alegadas práticas zoófilas, pelo que esta estátua deve ter surgido anteriormente. Encontrando-se desde há muito na posse da família, foi levada para Frankfurt pelo Príncipe Anselm Franz.
A estátua aparece nos inventários como sendo da deusa da guerra Bellona, embora também seja apresentada como Minerva. Quando fazia bom tempo e as portas do corps de logis se encontravam abertas, podia ser vista a partir do portal na Großen Eschenheimer Gasse, a uma distância de cerca de 100 metros. A estátua e o templo foram desmontados em 1890 e reconstruídos em Ratisbona. O templo encontra-se no parque do Schloss St. Emmeram, enquanto a estátua tem um lugar na escadaria daquele palácio.
Em 1895, o muro do jardim foi derrubado pela administração postal, de forma a criar espaço para um edifício que serviu de garagem às carruagens dos correios. Além disso, o portal fingido que se situava por trás do antigo templo foi trasportado para o pátio dos Neuen Hauptpost (Novos Correios Principais), onde foi reconstruido.

## Espaços interiores doCorps de Logis

### Vestíbulo

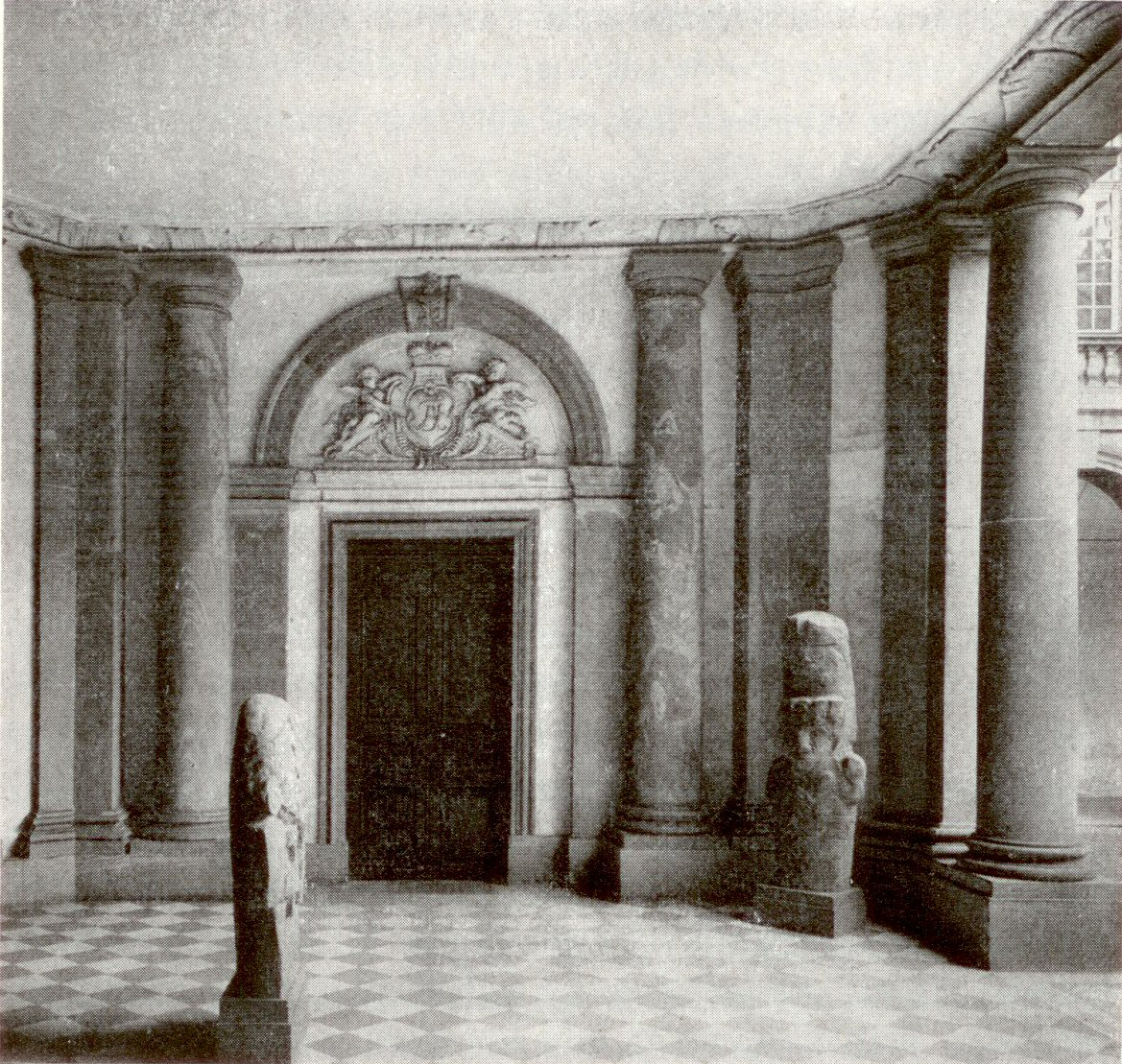
O Vestíbulo, com peças do Museu de Etnologia.

A partir do pátio de honra entrava-se no Vestíbulo, um alpendre com 10 metros de largura, 9 de profundidade e 5,50 de altura. À esquerda encontrava-se a escadaria, em frente ficava a Sala do Jardim, e à direita a Sala de Jantar, com os seus doze metros de comprimento por oito de largura. A partir da Sala do Jardim, tinha-se acesso à Sala Terrena através duma porta dupla. Devido à planta oval da Sala do Jardim, surgiam na transição para o vestíbulo dois estreitos espaços intermédios. O que se situava a norte foi utilizado como guarda-robes destinado a receber os trajos dos convidados. O espaço situado a sul serviu de depósito ao apartamento dos príncipes, guardando, entre outras coisas, as chaises percées, as cadeiras sanitárias dos senhores.
O tecto do átrio era suportado por oito colunas toscanas em arenito, duas em cada entrada (do pátio de honra e da Sala do Jardim), e outras duas nos acessos à escadaria e à Sala de Jantar. Cada um dos quatro cantos arredondados do vestíbulo estava decorado com dois pares constituídos por uma pilastra e uma meia-coluna com base e capitel comuns.
Sobre as portas encontravam-se arcos em arenito, cujas bases estavam ligadas por uma cornija intermédia que atravessava toda a parede a dois terços da altura do átrio. No tímpano foram esculpidos dois putti segurando um cartucho barroco com a coroa e o monograma do príncipe. Os putti estavam curvados para fora, ligeiramente arqueados e separados pelo cartucho. Estas decorações em estuque foram totalmente executadas por Paul Egell. O tecto branco, muito plano, assentava directamenente nas colunas através duma emblemática consola.

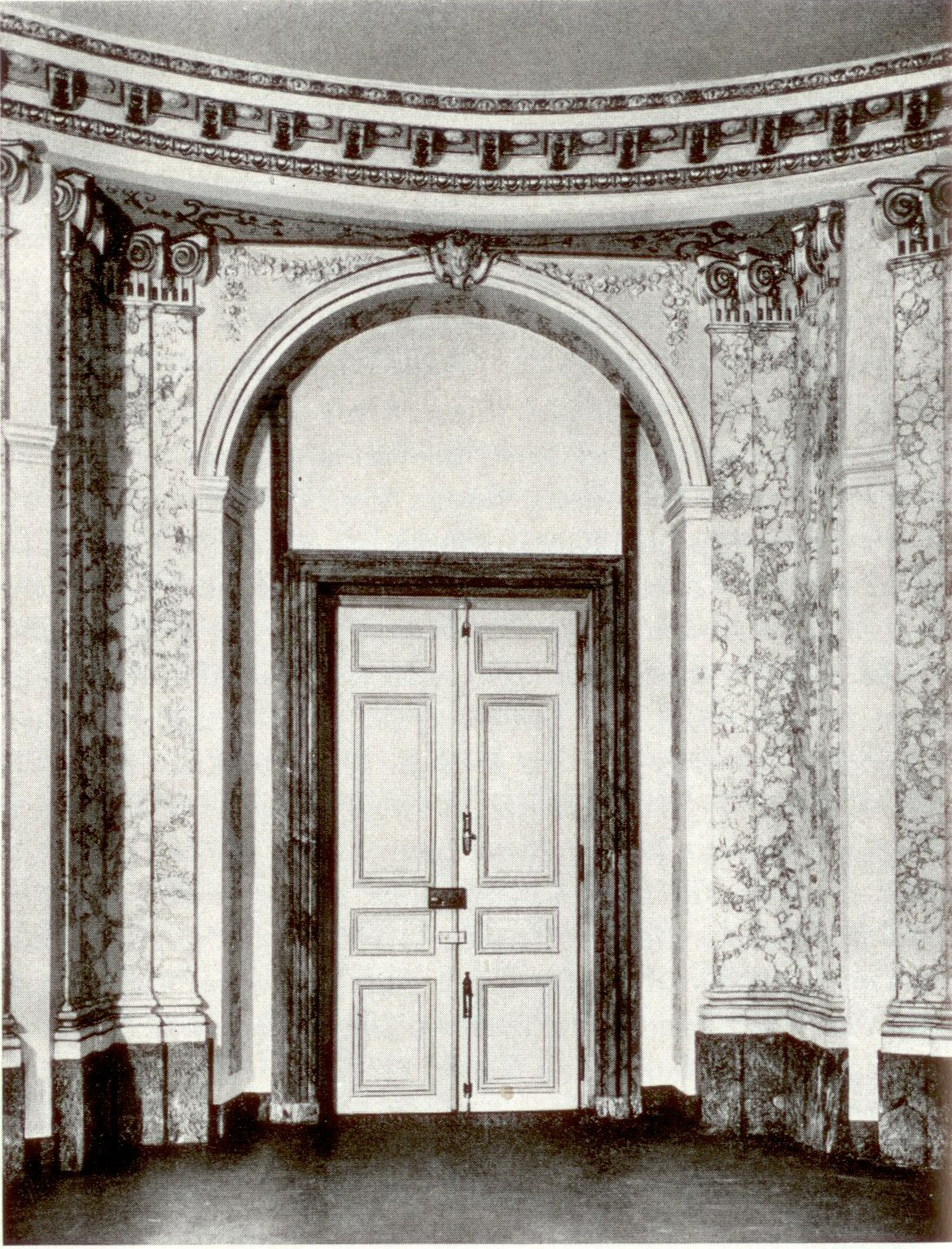
Sala do Jardim.

### Sala do Jardim
O pavimento e o plinto da Sala do Jardim foram ricamente decorados com mármores vermelhos e pretos. Os pilares com os seus capitéis jónicos e a cornija circular eram constituídos por estuque branco e verde. Todas as decorações desta sala, incluindo os remates das portas pintados em grisaille por Christian Georg Schütz no ano de 1770, foram levadas em 1892 para Ratisbona, de forma que a parede nua e os estuques em nada lembravam os ricos equipamentos anteriores. O estuque do tecto foi destruído em 1924, quando o pavimento da sala da cúpula, que lhe ficava directamene acima, foi reforçado.

### Apartamentos do rés-do-chão
Na Sala do Jardim encontravam-se as portas de acesso aos apartamentos situados no lado do jardim do corps de logis. Na ala sul ficava o Appartement des Son Altesse Seigneurale Monseigneur, o mais modesto dos dois apartamentos que os príncipes possuiam no palácio. Era constituído por uma antecâmara de dez por doze metros, um quarto de dormir, um grande e um pequeno gabinete com janelas para o pátio das carruagens, assim como um cabinet d’aisance fechado, para os utensílios de higiene do príncipe.
Por outro lado, no lado norte da Sala do Jardim situava-se o Appartement de Son Altesse Madame, os aposentos da princesa. Este apartamento era constituído por uma antecâmara, quarto de dormir, Grand Cabinet e Cabinet de Toilette. Para norte, a seguir ao Grand Cabinet da princesa, estendia-se a Galerie, um espaço com dezasseis metros de comprimento por quatro de largura e três grandes janelas voltadas para o Kleinen Eschenheimer Gasse. Estava ricamente decorada com chinoiseries, incluindo coberturas de parede em couro, papel de parede e cortinas em damasco. Uma porta-janela conduzia aos jardins. A galeria servia como sala de jantar privada (em petit comité) para a família principesca. O p príncipe utilizava-a todas as manhãs pelas 10 horas para um segundo pequeno-almoço na companhia da sua esposa, sendo o único momento do dia em que estava com ela.
O Cabinet de Toilette era um quarto de seis por seis metros onde se punham os pós e colocavam a peruca. Uma pequena janela abria-se para o  Basse Cour, o pátio interior situado a norte. O interior era completado por equipamentos em estilo indiano. Uma escada conduzia, a partir daqui, à casa-de-banho situada na cave. No século XVIII ainda era invulgar existirem casas-de-banho nas casas particulares, pelo que a sua execução levantou algumas dificuldades construtivas aos artesãos de Frankfurt e teve um grande custo para os príncipes. A casa-de-banho do Palais Thurn und Taxis consistia numa antecâmara e numa cela de banho de 3,60 a 3,70 metros. Aqui, existia uma banheira em mármore situada num recesso da parede, sendo a água quente fornecida por um forno instalado na antecâmara. A água era bombeada para a caldeira a partir da fonte situada no Basse Cour. Depois de utilizada, a água dos banhos corria para um fosso, sob o Pátio da Cozinha, que também recebia as águas residuais provenientes da cozinha.

### Escadaria

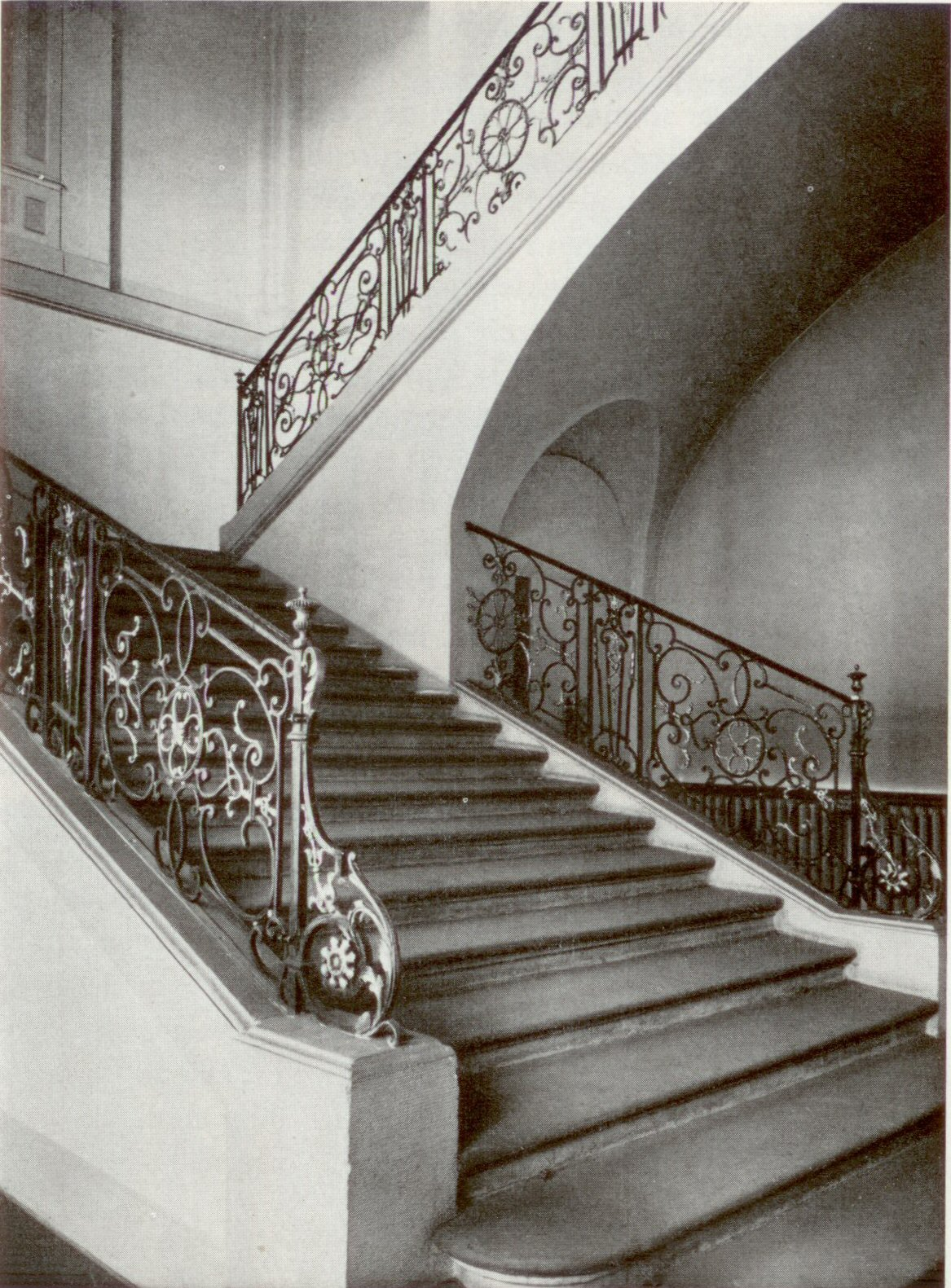
A Escadaria no Corps de Logis.

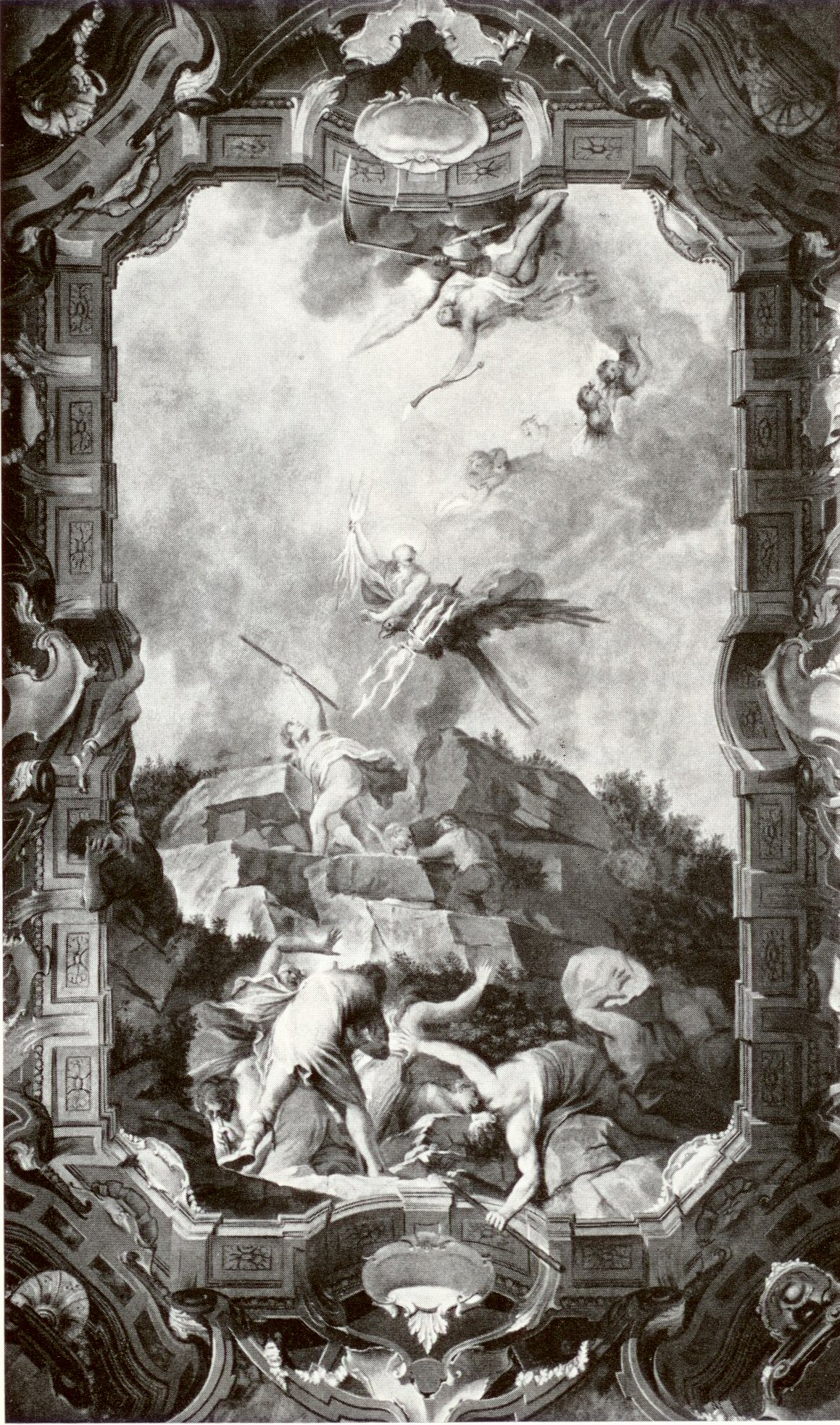
"Zeus vencendo os Gigantes", pintura no tecto da escadaria, por Karl Bernardini (1734-1735).

A Escadaria ficava a norte do Vestíbulo, elevando-se através de dois lanços. Uma escada em arenito conduzia ao primeiro andar. A altura dos degraus era de 14 centímetros (meio sapato), relativamente baixos, pelo que se tornava fácil de subir. Com uma altura total correspondente aos 5,60 metros do piso térreo, tinha 18 degraus até ao primeiro patamar e mais 20 daqui até à antecâmara da Sala da Cúpula.
O tecto da escadaria estava decorado com uma monumental pintura executada por Karl Bernardini, pintor da corte de Mannheim. Representava uma cena da Mitologia Grega, uma batalha entre deuses e gigantes:os filhos de Gaia acumulavam montanhas rudemente, de forma a alcançar o Olimpo e eliminar a linhagem divina prevalente. O deus-pai Zeus aproxima-se sobre as nuvens montado numa águia e lançando o seu raio sobre os insubordinados Gigantes, apoiado pelo archote de Hécate. Cronos, o deus do Tempo, escondia-se atrás de nuvens escuras – sendo reconhecido apenas pela sua Gadanha. Em primeiro plano, alguns gigantes continuam a lutar desesperadamente contra a sua queda, enquanto outros já se despenharam com os membros caidos.
A pintura foi criada entre 1734 e 1735, juntamente com uma pintura de altar e uma pintura no tecto da capela dos príncipes. A pintura do altar mostra a visita feita por Zacarias e Isabel, com o filho João, à Sagrada Família.
Enquanto a pintura do altar foi removida para Ratisbona em 1892, tendo resistido à Segunda Guerra Mundial, a pintura do tecto foi destruída, em 1944, durante aquele conflito. Ao contrário das pinturas de Colomba, não existe qualquer fotografia a cores das pinturas de Bernardini no Palais Thurn und Taxis.

### Espaços de habitação no primeiro andar

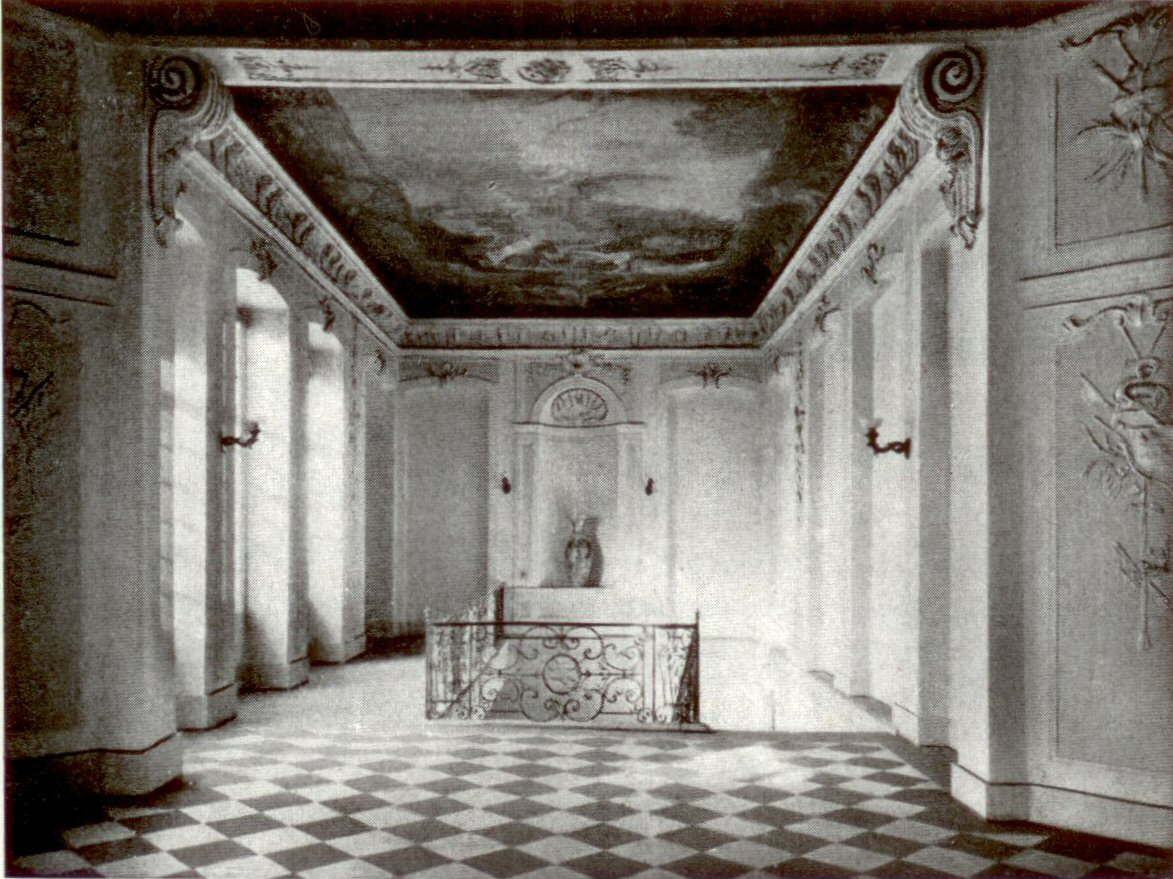
Patamar superior da Escadaria, com a pintura no tecto por Karl Bernardini.

Na ala sul do primeiro andar ficava o segundo apartamento dos príncipes, o chamado Appartement du Maître. Tinha acesso a partir da Sala da Cúpula e correspondia ao Appartement du Monseigneur no piso térreo, embora estivesse mais ricamente equipado, como se pode verificar pelo inventário do administrador do palácio, datado de 1 de Abril de 1756. Provavelmente, estes aposentos eram usados apenas para fins representativos, particularmente o matutino Lever, seguindo o exemplo da corte de Versailles, um cerimonial que consistia no despertar e vestir do príncipe comemorado com extraordinário esplendor. Poder assistir ao Lever era considerado uma honra especial. Os convidados esperavam na antecâmara sentados em cadeiras especiais, entravam um a um calmamente, caminhavam cuidadosamente e ficavam frente ao despertar.
Os espaços formavam uma longa ala de quartos ao longo da fachada do jardim, formando uma "enfiada" que, quando todas as portas estavam abertas, permitia uma visão desimpedida através de todas as divisões. A utilização dada ao apartamento norte deste piso durante a vida do Príncipe Anselm Franz é mal conhecida. De acordo com o inventário Duché, encontrava-se aqui um Garde Meubles, um depósito de móveis.

### Capela
A capela da família ficava voltada para o pátio de honra, sobre a Sala de Jantar, e tinha acesso pela escadaria através dum grande átrio situado sobre o vestíbulo. O tecto da capela também foi pintado por Karl Bernardini. A alegórica cena de batalha, em colossais proporções de dez por seis metros, mostra a vitória da Verdade sobre os defeitos da Mentira, da Difamação, da Bisbilhotice e da Maldade. A Senhora Verdade repousa nua sobre uma nuvem brilhante, com o braço direito apoiado no Globo Terrestre. Um anjo ajoelha-se do seu lado esquerdo. Saturno está de joelhos atrás dela e apanha dois putti com a sua gadanha. Po trás do seu suave ataque encontram-se os quatro defeitos: a Maldade com uma serpente venenosa na mão, a Difamação com cobras enroladas nos braços, a Mentira nua segurando uma máscara trägt e a Chronique Scandaleuse, uma tia bisbilhoteira com asas de morcego. Toda a cena é amavelmente observada por Minerva, a deusa da Sabedoria e da Coragem.
A pintura do tecto foi destruída em 1944, ao contrário de outros elementos da capela transferidos para a residência de Ratisbona em 1892.

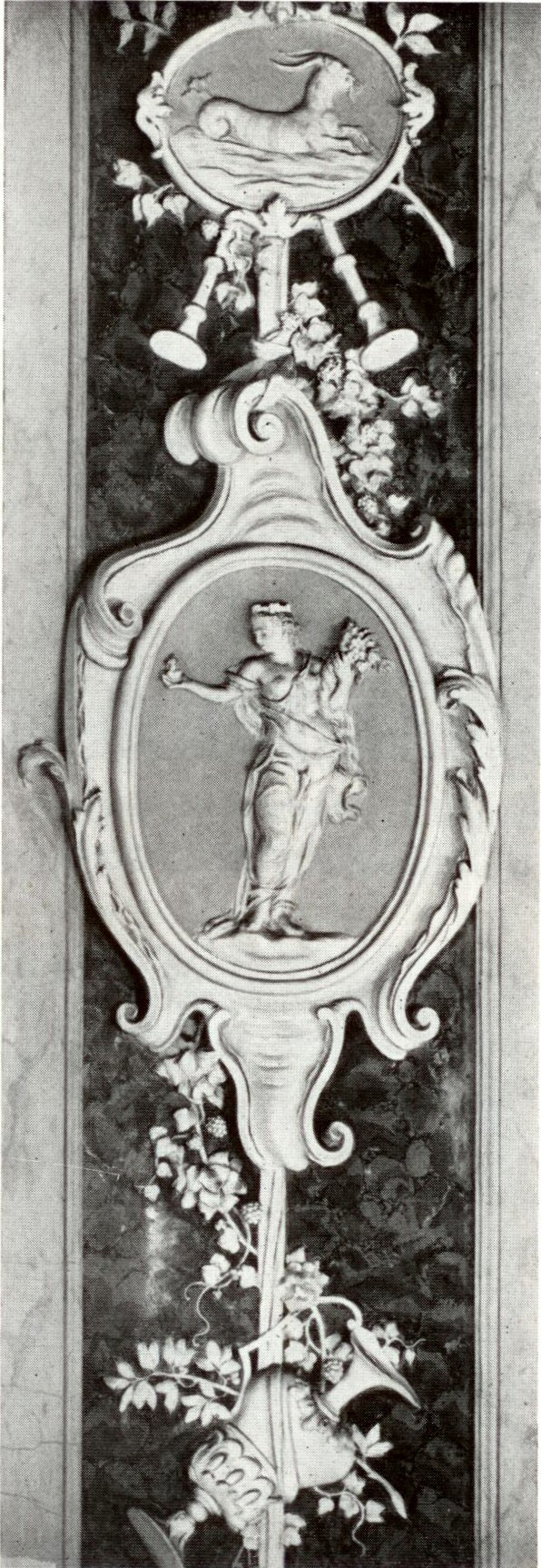
Decoração da parede, em estuque, por Paul Egell: Aries em cima e a deusa Ceres em baixo.

### Sala da cúpula

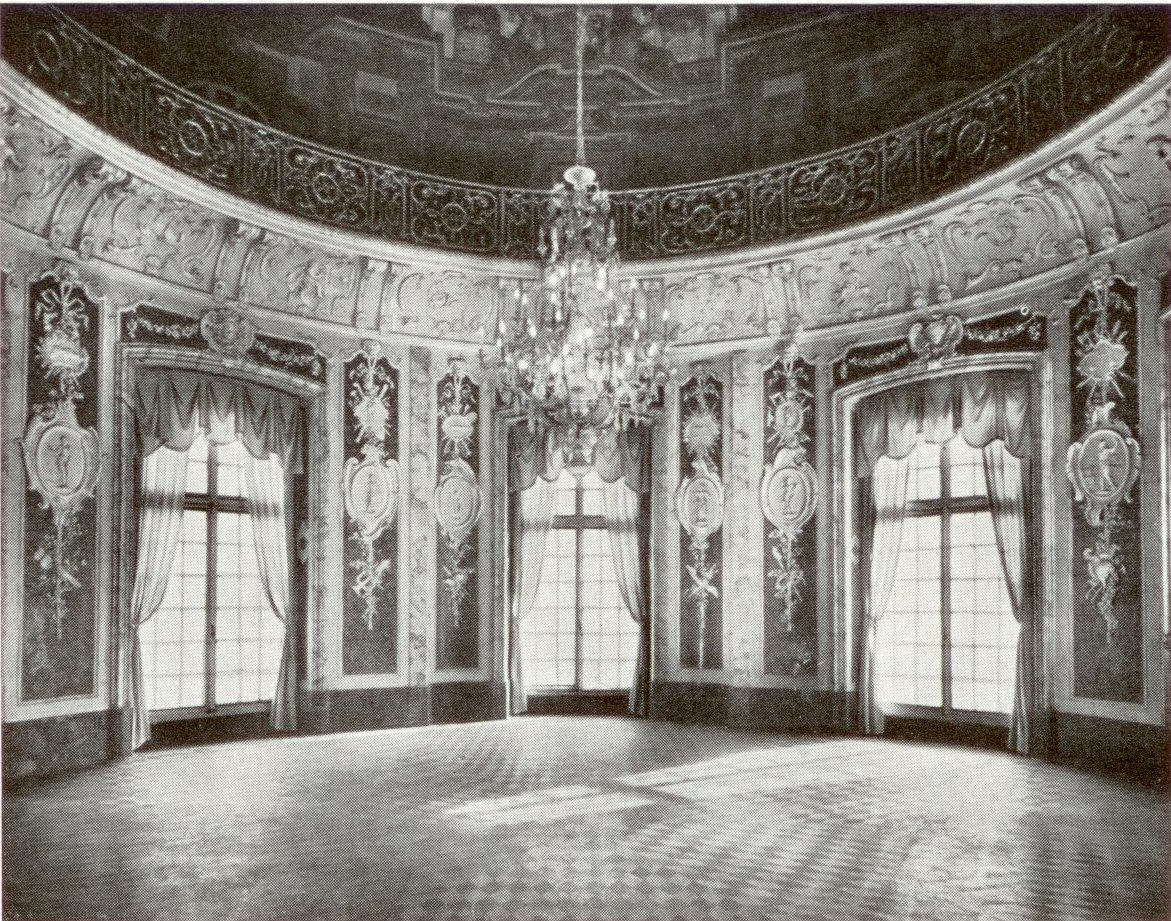
A Sala da Cúpula

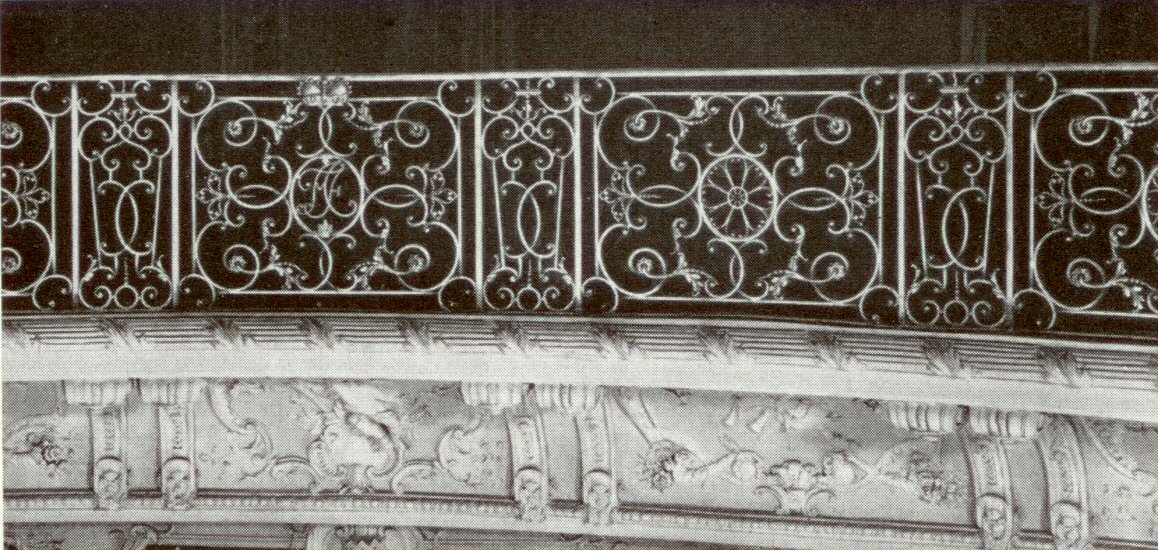
Gradeamento de ferro forjado na galeria da Sala da Cúpula.

A mais sumptuosa sala do palácio era a Kuppelsaal (Sala da Cúpula), o único espaço que foi, em grande parte, preservado da destruição. Uma porta dupla ligava- ao vestíbulo do primeiro andar. Sobre a porta econontrava-se um remate com dois anjos, executado por Paul Egell, cujo centro estava preenchido por uma cornucópia.
A sala tinha a forma duma elipse com 14 metros no seu eixo maior por 12 no menor. Três janelas com quatro metros de altura deixavam a luz do jardim invadir a sala.
As paredes foram divididas em doze lesenas de largura igual, entre as quais estava uma janela, uma porta ou uma lareira. As lesenas eram feitas de stucco lustro azul-esverdeado, dobre o qual foram fixados cartuxos. Cada um dos cartuxos representava um dos doze deuses do Olimpo, sobre os quais se encontrava um escudo com um dos doze signos do Zodiaco, assim como atributos, de forma a se adequarem aos meses do ano.
As paredes laterais tinham 8,50 metros de altura, erguendo-se até uma galeria circular sobre a qual se elevava a cúpula com 5,50, o que dava uma altura total de 14 metros. A garganta da cúpula estava assente em doze lesenas.
A pintura do tecto, executada por Luca Antonio Colomba, ainda ampliava mais esta sensação de espaço. Mostrava os deuses antigos, uma homenagem ao Príncipe Anselm Franz e à sua esposa, Ludovika.

## A reconstrução planeada

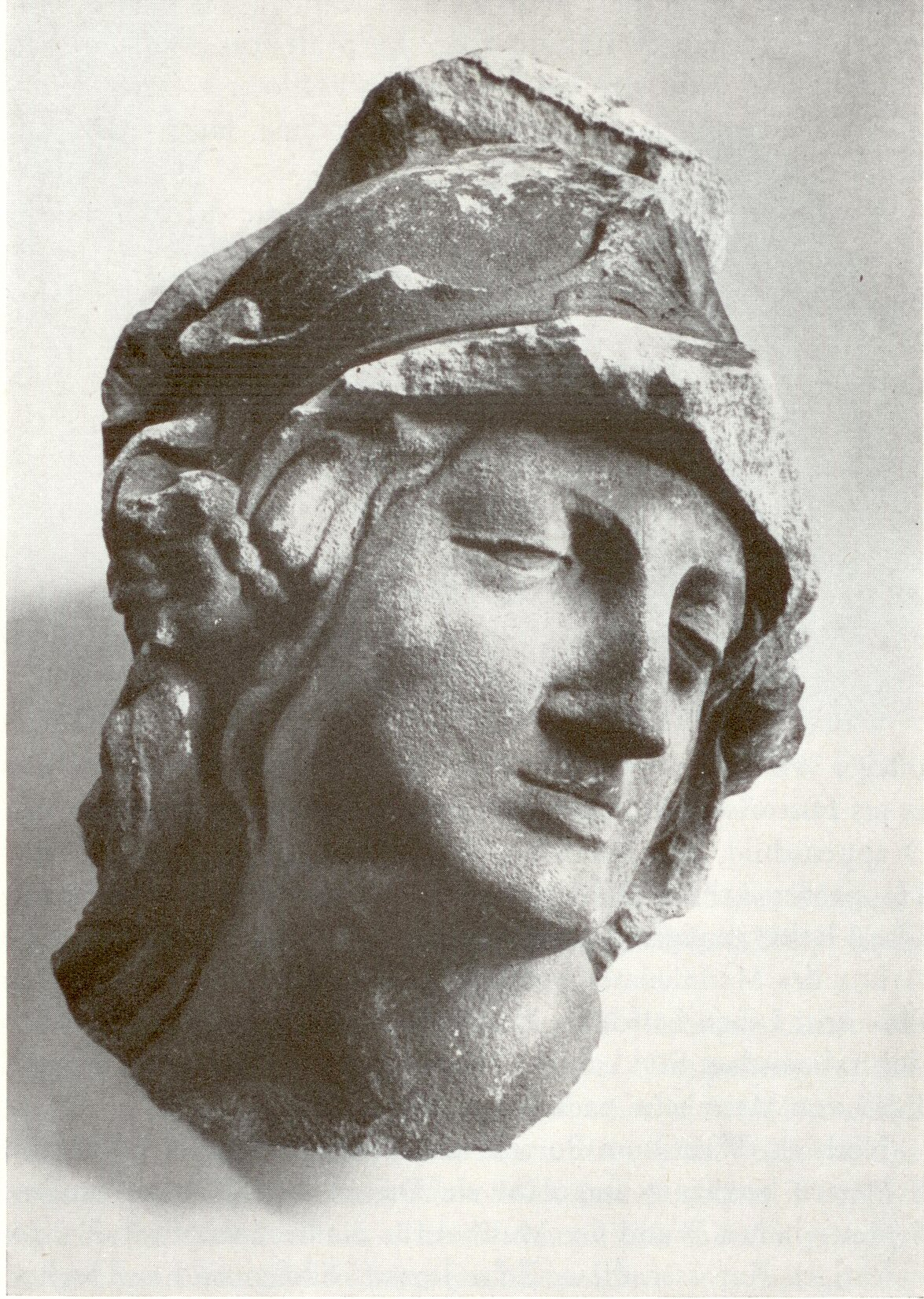
Cabeça de Minerva, por Paul Egell - espólio do antigo palácio.

De acordo com o gabinete de arquitectura KSP Engel und Zimmermann, o novo edifício do palácio será divulgado em 2009. No entanto, não está planeada uma reconstrução fiel, mas sim uma cópia menor do edifício original.
O modelo acessível na internet mostra os edifícios do portal sem a sua forma assimétrica original, com apenas dois dos três eixos de janelas salientes da fachada. As históricas pedras naturais da fachada foram desmontadas e armazenadas na Saxónia.
Ao contrário do anterior, o novo palácio está livre em todos os lados, de forma que ambas as alas laterais do cour d’honneur têm fachadas para norte. A parte sul não manteve o pátio secundário. Tais fachadas foram completamente remodeladas.
Finalmente, a fachada do corps de logis virada ao jardim foi completamente redesenhada, de forma a adaptar-se à nova cubatura envolvente da reconstrução. As imagens previamente publicadas – provavelmente de forma deliberada – não focam de frente a fachada do jardim, mas indicam que o corps de logis não irá para além da largura da frente virada para a rua na Großen Eschenheimer Straße. Deste modo, o corps de logis será mais estreito que o original cerca de cinco eixos de janelas. A autorização de construção já foi emitida.
De acordo com os modelos, a parte central do novo palácio será utilizada como restaurante e centro de eventos, enquanto as alas laterais alojarão escritórios e espaços comerciais. A Sala da Cúpula surgirá, tanto como possível, fiel à original – incluindo a pintura do tecto.